# Séries éliminatoires de la Coupe Stanley 2018
Année précédente Année suivante
Les séries éliminatoires de la Coupe Stanley 2018 sont la partie finale de la saison de hockey sur glace de la Ligue nationale de hockey et font suite à la saison régulière 2017-2018. Les premiers matchs ont lieu le 11 avril 2018.
Pour l'association de l'Est, le premier tour des séries oppose le Lightning de Tampa Bay aux Devils du New Jersey, les Bruins de Boston aux Maple Leafs de Toronto, les Capitals de Washington aux Blue Jackets de Columbus et les Penguins de Pittsburgh, champions en titre, aux Flyers de Philadelphie. 
Dans l'association de l'Ouest, les Predators de Nashville, champions de la saison régulière, sont opposés à l'Avalanche du Colorado, les Jets de Winnipeg au Wild du Minnesota, les Golden Knights de Vegas, nouvelle franchise de la LNH, aux Kings de Los Angeles et les Ducks d'Anaheim aux Sharks de San José.

## Contexte et déroulement des séries
Les trois meilleures équipes de chaque division sont qualifiées ainsi que les équipes classées aux 7e et 8e places de chaque association, sans distinction de division. La meilleure équipe de chaque association rencontre la 8e et la première équipe de l'autre division rencontre la 7e. Les équipes classées aux 2e et 3e places de chaque division se rencontrent dans la partie de tableau où se situe le champion de leur division. Toutes les séries sont jouées au meilleur des sept matchs (la première équipe qui gagne quatre rencontres remporte la série). Les deux premiers matchs sont joués chez l'équipe la mieux classée à l'issue de la saison puis les deux suivants sont joués chez l'autre équipe. Si une cinquième, une sixième voire une septième rencontre sont nécessaires, elles sont jouées alternativement chez les deux équipes en commençant par la mieux classée.

## Tableau récapitulatif
|  | Quarts de finale d'association | Quarts de finale d'association | Quarts de finale d'association | Quarts de finale d'association |    |            | Demi-finales d'association | Demi-finales d'association | Demi-finales d'association | Demi-finales d'association |  |  | Finales d'association | Finales d'association | Finales d'association | Finales d'association |  |  | Finale de la Coupe Stanley | Finale de la Coupe Stanley | Finale de la Coupe Stanley | Finale de la Coupe Stanley |
|  |                                |                                |                                |                                |    |            |                            |                            |                            |                            |  |  |                       |                       |                       |                       |  |  |                            |                            |                            |                            |
|  |                                |                                |                                |                                |    |            |                            |                            |                            |                            |  |  | Association de l'Est  |                       |                       |                       |  |  |                            |                            |                            |                            |
|  | A1                             | Tampa Bay                      | 4                              | 4                              |    |            |                            |                            |                            |                            |  |  |                       |                       |                       |                       |  |  |                            |                            |                            |                            |
|  | A1                             | Tampa Bay                      | 4                              | 4                              |    |            |                            |                            |                            |                            |  |  |                       |                       |                       |                       |  |  |                            |                            |                            |                            |
|  | E8                             | New Jersey                     | 1                              | 1                              |    |            |                            |                            |                            |                            |  |  |                       |                       |                       |                       |  |  |                            |                            |                            |                            |
|  | E8                             | New Jersey                     | 1                              | 1                              | A1 | Tampa Bay  | 4                          | 4                          |                            |                            |  |  |                       |                       |                       |                       |  |  |                            |                            |                            |                            |
|  |                                |                                |                                |                                | A1 | Tampa Bay  | 4                          | 4                          |                            |                            |  |  |                       |                       |                       |                       |  |  |                            |                            |                            |                            |
|  |                                |                                | A2                             | Boston                         | 1  | 1          |                            |                            |                            |                            |  |  |                       |                       |                       |                       |  |  |                            |                            |                            |                            |
|  | A2                             | Boston                         | A2                             | Boston                         | 1  | 1          | 4                          | 4                          |                            |                            |  |  |                       |                       |                       |                       |  |  |                            |                            |                            |                            |
|  | A2                             | Boston                         |                                |                                |    |            |                            | 4                          |                            |                            |  |  |                       |                       |                       |                       |  |  |                            |                            |                            |                            |
|  | A3                             | Toronto                        | 3                              | 3                              |    |            |                            |                            |                            |                            |  |  |                       |                       |                       |                       |  |  |                            |                            |                            |                            |
|  | A3                             | Toronto                        | 3                              | 3                              | A1 | Tampa Bay  | 3                          | 3                          |                            |                            |  |  |                       |                       |                       |                       |  |  |                            |                            |                            |                            |
|  |                                |                                |                                |                                | A1 | Tampa Bay  | 3                          | 3                          |                            |                            |  |  |                       |                       |                       |                       |  |  |                            |                            |                            |                            |
|  |                                |                                | M1                             | Washington                     | 4  | 4          |                            |                            |                            |                            |  |  |                       |                       |                       |                       |  |  |                            |                            |                            |                            |
|  | M1                             | Washington                     | M1                             | Washington                     | 4  | 4          | 4                          | 4                          |                            |                            |  |  |                       |                       |                       |                       |  |  |                            |                            |                            |                            |
|  | M1                             | Washington                     | Association de l'Ouest         |                                |    |            | 4                          | 4                          |                            |                            |  |  |                       |                       |                       |                       |  |  |                            |                            |                            |                            |
|  | E7                             | Columbus                       | 2                              | 2                              |    |            |                            |                            |                            |                            |  |  |                       |                       |                       |                       |  |  |                            |                            |                            |                            |
|  | E7                             | Columbus                       | 2                              | 2                              | M1 | Washington | 4                          | 4                          |                            |                            |  |  |                       |                       |                       |                       |  |  |                            |                            |                            |                            |
|  |                                |                                |                                |                                | M1 | Washington | 4                          | 4                          |                            |                            |  |  |                       |                       |                       |                       |  |  |                            |                            |                            |                            |
|  |                                |                                | M2                             | Pittsburgh                     | 2  | 2          |                            |                            |                            |                            |  |  |                       |                       |                       |                       |  |  |                            |                            |                            |                            |
|  | M2                             | Pittsburgh                     | M2                             | Pittsburgh                     | 2  | 2          | 4                          | 4                          |                            |                            |  |  |                       |                       |                       |                       |  |  |                            |                            |                            |                            |
|  | M2                             | Pittsburgh                     |                                |                                |    |            |                            | 4                          |                            |                            |  |  |                       |                       |                       |                       |  |  |                            |                            |                            |                            |
|  | M3                             | Philadelphie                   | 2                              | 2                              |    |            |                            |                            |                            |                            |  |  |                       |                       |                       |                       |  |  |                            |                            |                            |                            |
|  | M3                             | Philadelphie                   | 2                              | 2                              | M1 | Washington | 4                          | 4                          |                            |                            |  |  |                       |                       |                       |                       |  |  |                            |                            |                            |                            |
|  |                                |                                |                                |                                | M1 | Washington | 4                          | 4                          |                            |                            |  |  |                       |                       |                       |                       |  |  |                            |                            |                            |                            |
|  |                                |                                | P1                             | Las Vegas                      | 1  | 1          |                            |                            |                            |                            |  |  |                       |                       |                       |                       |  |  |                            |                            |                            |                            |
|  | C1                             | Nashville                      | P1                             | Las Vegas                      | 1  | 1          | 4                          | 4                          |                            |                            |  |  |                       |                       |                       |                       |  |  |                            |                            |                            |                            |
|  | C1                             | Nashville                      |                                |                                |    |            |                            | 4                          |                            |                            |  |  |                       |                       |                       |                       |  |  |                            |                            |                            |                            |
|  | O8                             | Colorado                       | 2                              | 2                              |    |            |                            |                            |                            |                            |  |  |                       |                       |                       |                       |  |  |                            |                            |                            |                            |
|  | O8                             | Colorado                       | 2                              | 2                              | C1 | Nashville  | 3                          | 3                          |                            |                            |  |  |                       |                       |                       |                       |  |  |                            |                            |                            |                            |
|  |                                |                                |                                |                                | C1 | Nashville  | 3                          | 3                          |                            |                            |  |  |                       |                       |                       |                       |  |  |                            |                            |                            |                            |
|  |                                |                                | C2                             | Winnipeg                       | 4  | 4          |                            |                            |                            |                            |  |  |                       |                       |                       |                       |  |  |                            |                            |                            |                            |
|  | C2                             | Winnipeg                       | C2                             | Winnipeg                       | 4  | 4          | 4                          | 4                          |                            |                            |  |  |                       |                       |                       |                       |  |  |                            |                            |                            |                            |
|  | C2                             | Winnipeg                       |                                |                                |    |            |                            | 4                          |                            |                            |  |  |                       |                       |                       |                       |  |  |                            |                            |                            |                            |
|  | C3                             | Minnesota                      | 1                              | 1                              |    |            |                            |                            |                            |                            |  |  |                       |                       |                       |                       |  |  |                            |                            |                            |                            |
|  | C3                             | Minnesota                      | 1                              | 1                              | C2 | Winnipeg   | 1                          | 1                          |                            |                            |  |  |                       |                       |                       |                       |  |  |                            |                            |                            |                            |
|  |                                |                                |                                |                                | C2 | Winnipeg   | 1                          | 1                          |                            |                            |  |  |                       |                       |                       |                       |  |  |                            |                            |                            |                            |
|  |                                |                                | P1                             | Las Vegas                      | 4  | 4          |                            |                            |                            |                            |  |  |                       |                       |                       |                       |  |  |                            |                            |                            |                            |
|  | P1                             | Las Vegas                      | P1                             | Las Vegas                      | 4  | 4          | 4                          | 4                          |                            |                            |  |  |                       |                       |                       |                       |  |  |                            |                            |                            |                            |
|  | P1                             | Las Vegas                      |                                |                                |    |            |                            | 4                          |                            |                            |  |  |                       |                       |                       |                       |  |  |                            |                            |                            |                            |
|  | O7                             | Los Angeles                    | 0                              | 0                              |    |            |                            |                            |                            |                            |  |  |                       |                       |                       |                       |  |  |                            |                            |                            |                            |
|  | O7                             | Los Angeles                    | 0                              | 0                              | P1 | Las Vegas  | 4                          | 4                          |                            |                            |  |  |                       |                       |                       |                       |  |  |                            |                            |                            |                            |
|  |                                |                                |                                |                                | P1 | Las Vegas  | 4                          | 4                          |                            |                            |  |  |                       |                       |                       |                       |  |  |                            |                            |                            |                            |
|  |                                |                                | P3                             | San José                       | 2  | 2          |                            |                            |                            |                            |  |  |                       |                       |                       |                       |  |  |                            |                            |                            |                            |
|  | P2                             | Anaheim                        | P3                             | San José                       | 2  | 2          | 0                          | 0                          |                            |                            |  |  |                       |                       |                       |                       |  |  |                            |                            |                            |                            |
|  | P2                             | Anaheim                        |                                |                                |    |            |                            | 0                          |                            |                            |  |  |                       |                       |                       |                       |  |  |                            |                            |                            |                            |
|  | P3                             | San José                       | 4                              | 4                              |    |            |                            |                            |                            |                            |  |  |                       |                       |                       |                       |  |  |                            |                            |                            |                            |
|  | P3                             | San José                       | 4                              | 4                              |    |            |                            |                            |                            |                            |  |  |                       |                       |                       |                       |  |  |                            |                            |                            |                            |
|  |                                |                                |                                |                                |    |            |                            |                            |                            |                            |  |  |                       |                       |                       |                       |  |  |                            |                            |                            |                            |

## Détails des matchs

### Quarts de finale d'association

#### Tampa Bay contre New Jersey
Le Lightning de Tampa Bay remporte l'association de l'Est notamment grâce à Nikita Koutcherov, troisième pointeur de la ligue, et Steven Stamkos qui totalisent respectivement 100 et 86 points. De leur côté, les Devils du New Jersey se qualifient à la huitième et dernière place de l'association à égalité de points avec les Blue Jackets de Columbus, septièmes, et juste un point devant les Panthers de la Floride, neuvièmes et première équipe non qualifiées de l'association. Ils peuvent compter sur Taylor Hall, meilleur pointeur de l'équipe avec 93 points, 41 de plus que le deuxième chez les Devils, Nico Hischier.
Paradoxalement, lors de la saison régulière, les Devils ont remporté les trois rencontres qui les ont confrontés au Lightning.
| 12 avril | Tampa Bay | 5-2 (2-0, 1-1, 2-1) | New Jersey | Amalie Arena 19 092 spectateurs |

| Feuille de match | Feuille de match | Feuille de match            | Feuille de match                                            | Feuille de match                                                  |
| ---------------- | --- | --------------------------- | ----------------------------------------------------------- | ----------------------------------------------------------------- |
|                  | Palát (Johnson, McDonagh) — 15 min Johnson (Palát, Point) — 19 min 31 s Gourde (Palát, Sergatchiov) — 21 min 54 s Killorn (Gourde) — 52 min 14 s Koutcherov — 58 min 48 s (CV) | 1-0 2-0 3-0 3-1 3-2 4-2 5-2 | Hall — 33 min 55 s Zajac (Hall, Butcher) — 49 min 35 s (SN) | Arbitrage : Gord Dwyer, Chris Rooney Michel Cormier, Brian Murphy |
| Vassilevski      | Gardiens | Kinkaid                     |                                                             | Arbitrage : Gord Dwyer, Chris Rooney Michel Cormier, Brian Murphy |
| 4 min            | Pénalités | 2 min                       |                                                             | Arbitrage : Gord Dwyer, Chris Rooney Michel Cormier, Brian Murphy |
| 32               | Tirs | 31                          |                                                             | Arbitrage : Gord Dwyer, Chris Rooney Michel Cormier, Brian Murphy |

| 14 avril | Tampa Bay | 5-3 (1-1, 4-1, 0-1) | New Jersey | Amalie Arena 19 092 spectateurs |

| Feuille de match | Feuille de match | Feuille de match                              | Feuille de match                                                                                      | Feuille de match                                                         |
| ---------------- | --- | --------------------------------------------- | --- | ------------------------------------------------------------------------ |
|                  | Point (Palát, McDonagh) — 12 min 15 s Killorn (Koutcherov, Stamkos) — 23 min 14 s (SN) Johnson (McDonagh, Point) — 24 min 36 s Koutcherov — 26 min 1 s Killorn (Miller, Koutcherov) — 33 min 12 s (SN) | 1-0 1-1 2-1 3-1 4-1 5-1 5-2 5-3               | Hischier — 13 min 38 s Vatanen (Greene, Schneider) — 39 min 34 s Coleman (Zajac, Moore) — 51 min 57 s | Arbitrage : Brad Meier, Ian Walsh, TJ Luxmore Ryan Gibbons, Steve Miller |
| Vassilevski      | Gardiens | Kinkaid (27 min 51 s) Schneider (22 min 22 s) | | Arbitrage : Brad Meier, Ian Walsh, TJ Luxmore Ryan Gibbons, Steve Miller |
| 10 min           | Pénalités | 10 min                                        | | Arbitrage : Brad Meier, Ian Walsh, TJ Luxmore Ryan Gibbons, Steve Miller |
| 25               | Tirs | 44                                            | | Arbitrage : Brad Meier, Ian Walsh, TJ Luxmore Ryan Gibbons, Steve Miller |

| 16 avril | New Jersey | 5-2 (0-0, 1-1, 4-1) | Tampa Bay | Prudential Center 16 514 spectateurs |

| Feuille de match | Feuille de match | Feuille de match            | Feuille de match                                                                                  | Feuille de match                                                |
| ---------------- | --- | --------------------------- | ------------------------------------------------------------------------------------------------- | --------------------------------------------------------------- |
|                  | Hall — 32 min 24 s Butcher (Hall, Palmieri) — 44 min 3 s (SN) Noesen (Hall, Greene) — 52 min 55 s Coleman — 59 min 2 s (IN + CV) Lovejoy — 59 min 22 s (CV) | 0-1 1-1 1-2 2-2 3-2 4-2 5-2 | Killorn (Koutcherov, Stamkos) — 20 min 42 s (SN) Stamkos (Koutcherov, Killorn) — 40 min 38 s (SN) | Arbitrage : Jean Hebert, Dan O'Rourke Jonny Murray, Trent Knorr |
| Schneider        | Gardiens | Vassilevski                 |                                                                                                   | Arbitrage : Jean Hebert, Dan O'Rourke Jonny Murray, Trent Knorr |
| 64 min           | Pénalités | 68 min                      |                                                                                                   | Arbitrage : Jean Hebert, Dan O'Rourke Jonny Murray, Trent Knorr |
| 41               | Tirs | 36                          |                                                                                                   | Arbitrage : Jean Hebert, Dan O'Rourke Jonny Murray, Trent Knorr |

| 18 avril | New Jersey | 1-3 (1-2, 0-0, 0-1) | Tampa Bay | Prudential Center 16 514 spectateurs |

| Feuille de match | Feuille de match                           | Feuille de match | Feuille de match | Feuille de match                                               |
| ---------------- | ------------------------------------------ | ---------------- | --- | -------------------------------------------------------------- |
|                  | Palmieri (Butcher, Hall) — 8 min 23 s (SN) | 1-0 1-1 1-2 1-3  | Miller (Koutcherov, Stamkos) — 11 min 30 s Koutcherov (Coburn, Miller) — 15 min 2 s Koutcherov (Miller) — 58 min 52 s (CV) | Arbitrage : Wes McCauley, Tim Peel Derek Nansen, Greg Devorski |
| Schneider        | Gardiens                                   | Vassilevski      | | Arbitrage : Wes McCauley, Tim Peel Derek Nansen, Greg Devorski |
| 12 min           | Pénalités                                  | 14 min           | | Arbitrage : Wes McCauley, Tim Peel Derek Nansen, Greg Devorski |
| 28               | Tirs                                       | 37               | | Arbitrage : Wes McCauley, Tim Peel Derek Nansen, Greg Devorski |

| 21 avril | Tampa Bay | 3-1 (1-0, 0-0, 2-1) | New Jersey | Amalie Arena 19 029 spectateurs |

| Feuille de match | Feuille de match                                                                                                 | Feuille de match | Feuille de match                    | Feuille de match                                                    |
| ---------------- | --- | ---------------- | ----------------------------------- | ------------------------------------------------------------------- |
|                  | Sergatchiov (Cirelli) — 8 min 7 s Koutcherov (Strålman, Stamkos) — 52 min 27 s Callahan (McDonagh) — 59 min 58 s | 1-0 2-0 2-1 3-1  | Maroon (Palmieri, Butcher) — 57 min | Arbitrage : Trevor Hanson, Marc Joannette Trent Knorr, Jonny Murray |
| Vassilevski      | Gardiens | Schneider        |                                     | Arbitrage : Trevor Hanson, Marc Joannette Trent Knorr, Jonny Murray |
| 2 min            | Pénalités | 10 min           |                                     | Arbitrage : Trevor Hanson, Marc Joannette Trent Knorr, Jonny Murray |
| 38               | Tirs | 27               |                                     | Arbitrage : Trevor Hanson, Marc Joannette Trent Knorr, Jonny Murray |

#### Boston contre Toronto
Les Bruins de Boston se qualifient à la deuxième place de la division Atlantique avec 112 points. Brad Marchand est le meilleur passeur et pointeur de l'équipe mais termine deuxième buteur juste derrière David Pastrnak qui a marqué 35 fois. Les Maple Leafs de Toronto se qualifient en terminant la saison à la troisième place de la division Atlantique avec 105 points, nouveau record de l'équipe. Ils sont menés par Mitchell Marner qui a terminé avec 69 points, James Van Riemsdyk qui a marqué 36 buts et par le gardien Frederik Andersen qui, avec 38 victoires dans la saison, établit un nouveau record de la franchise.
La dernière série entre les deux équipes date de 2013 quand les Bruins ont éliminé les Maples Leafs en prolongation du septième match après avoir pourtant été menés de 3 buts. Au cours de la saison régulière, Toronto a remporté trois victoires, dont deux en prolongation, contre une seule pour Boston.
| 12 avril | Boston | 5-1 (1-1, 2-0, 2-0) | Toronto | TD Garden 17 565 spectateurs |

| Feuille de match | Feuille de match | Feuille de match        | Feuille de match                    | Feuille de match                                                   |
| ---------------- | --- | ----------------------- | ----------------------------------- | ------------------------------------------------------------------ |
|                  | Marchand (Krug, Pastrňák) — 5 min 28 s (SN) Backes (Krejčí, McAvoy) — 35 min 43 s (SN) Pastrňák (Marchand, Bergeron) — 39 min 22 s Kuraly (Pastrňák, Chára) — 47 min 41 s Krejčí (DeBrusk, Krug) — 51 min 29 s (SN) | 1-0 1-1 2-1 3-1 4-1 5-1 | Hyman (Brown, Rielly) — 16 min 52 s | Arbitrage : Kyle Rehman, Dan O'Halloran Derek Amell, Mark Shewchyk |
| Rask             | Gardiens | Andersen                |                                     | Arbitrage : Kyle Rehman, Dan O'Halloran Derek Amell, Mark Shewchyk |
| 6 min            | Pénalités | 23 min                  |                                     | Arbitrage : Kyle Rehman, Dan O'Halloran Derek Amell, Mark Shewchyk |
| 40               | Tirs | 27                      |                                     | Arbitrage : Kyle Rehman, Dan O'Halloran Derek Amell, Mark Shewchyk |

| 14 avril | Boston | 7-3 (4-0, 1-2, 2-1) | Toronto | TD Garden 17 565 spectateurs |

| Feuille de match                                | Feuille de match | Feuille de match                        | Feuille de match                                                                                                   | Feuille de match                                                    |
| ----------------------------------------------- | --- | --------------------------------------- | --- | ------------------------------------------------------------------- |
|                                                 | Pastrňák (Krug, Bergeron) — 5 min 26 s DeBrusk (Krug, Bergeron) — 9 min 46 s (SN) Miller (Pastrňák, Marchand) — 12 min 13 s Rick Nash (Pastrňák, Krug) — 15 min (SN) Krejčí (Pastrňák, Marchand) — 23 min 46 s Pastrňák (Bergeron, Marchand) — 52 min 34 s Pastrňák (Marchand, Bergeron) — 58 min 24 s | 1-0 2-0 3-0 4-0 4-1 5-1 5-2 6-2 6-3 7-3 | Marner (Hyman) — 21 min 22 s Bozak (Brown, Rielly) — 29 min 2 s Van Riemsdyk (Johnsson, Marner) — 54 min 53 s (SN) | Arbitrage : Trevor Hanson, Marc Joannette Trent Knorr, Jonny Murray |
| Andersen (12 min 13 s) McElhinney (47 min 22 s) | Gardiens | Rask                                    | | Arbitrage : Trevor Hanson, Marc Joannette Trent Knorr, Jonny Murray |
| 10 min                                          | Pénalités | 10 min                                  | | Arbitrage : Trevor Hanson, Marc Joannette Trent Knorr, Jonny Murray |
| 28                                              | Tirs | 33                                      | | Arbitrage : Trevor Hanson, Marc Joannette Trent Knorr, Jonny Murray |

| 16 avril | Toronto | 4-2 (1-0, 2-2, 1-0) | Boston | Centre Air Canada 19 663 spectateurs |

| Feuille de match | Feuille de match | Feuille de match        | Feuille de match                                                             | Feuille de match                                               |
| ---------------- | --- | ----------------------- | ---------------------------------------------------------------------------- | -------------------------------------------------------------- |
|                  | Van Riemsdyk (Bozak, Rielly) — 17 min 5 s (SN) Marleau (Marner, Rielly) — 23 min 49 s Matthews (Nylander, Hyman) — 34 min 47 s Marleau (Marner, Plekanec) — 56 min 25 s | 1-0 1-1 2-1 2-2 3-2 4-2 | McQuaid (Schaller, Kuraly) — 23 min 6 s Chára (Kuraly, Holden) — 26 min 19 s | Arbitrage : Brad Meier, Ian Walsh Michel Cormier, Brian Murphy |
| Andersen         | Gardiens | Rask                    |                                                                              | Arbitrage : Brad Meier, Ian Walsh Michel Cormier, Brian Murphy |
| 4 min            | Pénalités | 4 min                   |                                                                              | Arbitrage : Brad Meier, Ian Walsh Michel Cormier, Brian Murphy |
| 30               | Tirs | 42                      |                                                                              | Arbitrage : Brad Meier, Ian Walsh Michel Cormier, Brian Murphy |

| 19 avril | Toronto | 1-3 (1-1, 0-1, 0-1) | Boston | Centre Air Canada 19 689 spectateurs |

| Feuille de match | Feuille de match                        | Feuille de match | Feuille de match                                                                                         | Feuille de match                                                   |
| ---------------- | --------------------------------------- | ---------------- | --- | ------------------------------------------------------------------ |
|                  | Plekanec (Marleau, Marner) — 7 min 43 s | 0-1 1-1 1-2 1-3  | Krug (Miller, Pastrňák) — 28 s Marchand (Pastrňák, McQuaid) — 36 min 55 s DeBrusk (Krejčí) — 44 min 17 s | Arbitrage : Gord Dwyer, Chris Rooney Darren Gibbs, Matt MacPherson |
| Rask             | Gardiens                                | McElhinney       | | Arbitrage : Gord Dwyer, Chris Rooney Darren Gibbs, Matt MacPherson |
| 0 min            | Pénalités                               | 2 min            | | Arbitrage : Gord Dwyer, Chris Rooney Darren Gibbs, Matt MacPherson |
| 32               | Tirs                                    | 21               | | Arbitrage : Gord Dwyer, Chris Rooney Darren Gibbs, Matt MacPherson |

| 21 avril | Boston | 3-4 (0-2, 2-2, 1-0) | Toronto | TD Garden 17 565 spectateurs |

| Feuille de match                            | Feuille de match | Feuille de match            | Feuille de match | Feuille de match                                                      |
| ------------------------------------------- | --- | --------------------------- | --- | --------------------------------------------------------------------- |
|                                             | Backes (DeBrusk, Krug) — 29 min 45 s Kuraly (Grzelcyk, Acciari) — 37 min 18 s Acciari (Schaller, Krug) — 45 min 56 s | 0-1 0-2 1-2 1-3 1-4 2-4 3-4 | Brown (Matthews, Hyman) — 6 min 36 s Johnsson (Kadri, Gardiner) — 10 min 12 s Bozak (Rielly, Van Riemsdyk) — 30 min 36 s Van Riemsdyk (Marner, Bozak) — 31 min 55 s (SN) | Arbitrage : Francis Charron, Brad Watson Pierre Racicot, Ryan Gibbons |
| Rask (31 min 55 s) Khoudobine (26 min 37 s) | Gardiens | Andersen                    | | Arbitrage : Francis Charron, Brad Watson Pierre Racicot, Ryan Gibbons |
| 6 min                                       | Pénalités | 16 min                      | | Arbitrage : Francis Charron, Brad Watson Pierre Racicot, Ryan Gibbons |
| 45                                          | Tirs | 21                          | | Arbitrage : Francis Charron, Brad Watson Pierre Racicot, Ryan Gibbons |

| 23 avril | Toronto | 3-1 (0-0, 2-1, 1-0) | Boston | Centre Air Canada 19 604 spectateurs |

| Feuille de match | Feuille de match | Feuille de match | Feuille de match              | Feuille de match                                                                                      |
| ---------------- | --- | ---------------- | ----------------------------- | --- |
|                  | Nylander (Kadri, Zaïtsev) — 21 min 37 s Marner (Plekanec, Hainsey) — 33 min 25 s Plekanec (Marner, Zaïtsev) — 58 min 46 s (CV) | 0-1 1-1 2-1 3-1  | DeBrusk (Krejčí) — 21 min 2 s | Arbitrage : Kevin Pollock, Francois StLaurent, Francis Charron Ryan Gibbons, Steve Miller, Devin Berg |
| Andersen         | Gardiens | Rask             |                               | Arbitrage : Kevin Pollock, Francois StLaurent, Francis Charron Ryan Gibbons, Steve Miller, Devin Berg |
| 6 min            | Pénalités | 8 min            |                               | Arbitrage : Kevin Pollock, Francois StLaurent, Francis Charron Ryan Gibbons, Steve Miller, Devin Berg |
| 30               | Tirs | 33               |                               | Arbitrage : Kevin Pollock, Francois StLaurent, Francis Charron Ryan Gibbons, Steve Miller, Devin Berg |

| 25 avril | Boston | 7-4 (3-2, 0-2, 4-0) | Toronto | TD Garden 17 565 spectateurs |

| Feuille de match | Feuille de match | Feuille de match                            | Feuille de match | Feuille de match                                                       |
| ---------------- | --- | ------------------------------------------- | --- | ---------------------------------------------------------------------- |
|                  | DeBrusk (Pastrňák, Krejčí) — 4 min 47 s (SN) Heinen (Krejčí, Rick Nash) — 9 min 10 s Bergeron (Miller, Backes) — 19 min 23 s Krug (Miller, Bergeron) — 41 min 10 s DeBrusk (Krejčí) — 45 min 25 s Pastrňák (Bergeron, Marchand) — 51 min 39 s Marchand (Rick Nash) — 59 min 9 s (CV) | 0-1 1-1 2-1 2-2 3-2 3-3 3-4 4-4 5-4 6-4 7-4 | Marleau (Gardiner, Nylander) — 2 min 5 s (SN) Marleau (Marner) — 6 min 12 s Dermott (Polák, Nylander) — 22 min 7 s Kapanen — 26 min 5 s (IN) | Arbitrage : Wes McCauley, Kelly Sutherland Jonny Murray, Scott Cherrey |
| Rask             | Gardiens | Andersen                                    | | Arbitrage : Wes McCauley, Kelly Sutherland Jonny Murray, Scott Cherrey |
| 8 min            | Pénalités | 8 min                                       | | Arbitrage : Wes McCauley, Kelly Sutherland Jonny Murray, Scott Cherrey |
| 36               | Tirs | 24                                          | | Arbitrage : Wes McCauley, Kelly Sutherland Jonny Murray, Scott Cherrey |

#### Washington contre Columbus
Les Capitals de Washington, vainqueurs de la division Métropolitaine, finissent la saison avec 105 points récoltés en 49 victoires, 26 défaites et 7 défaites en prolongation ou en fusillade. Derniers quant au nombre de tirs par match, ils sont cependant deuxièmes du point de vue de l'efficacité avec un pourcentage de réussite de 10,76 %. Ils sont menés par Aleksandr Ovetchkine qui, avec 49 buts marqués, remporte le trophée Maurice-Richard du meilleur buteur de la saison pour la septième fois de sa carrière, égalant ainsi le record de Bobby Hull. 
Les Blue Jackets de Columbus gagnent leur place en séries en terminant à la septième place de l'association de l'Est. Ils terminent avec 79 buts marqués lors de 20 dernières rencontres, se classant ainsi en tête de la ligue pour cette période. Artemi Panarine et le meilleur buteur, passeur et pointeur de son équipe : il bat deux records de la franchise avec 55 passes et 82 points marqués en une saison, en plus de marquer 27 buts. 
Les deux équipes se rencontrent pour la première fois en séries éliminatoires mais se sont croisées quatre fois au cours de la saison régulière, avec un avantage de trois victoires contre une pour les Capitals. 
| 12 avril | Washington | 3-4 (pr) (2-0, 0-1, 1-2, 0-1) | Columbus | Capital One Arena 18 506 spectateurs |

| Feuille de match | Feuille de match | Feuille de match            | Feuille de match | Feuille de match                                                    |
| ---------------- | --- | --------------------------- | --- | ------------------------------------------------------------------- |
|                  | Kouznetsov (Bäckström, Carlson) — 17 min 52 s (SN) Kouznetsov (Bäckström, Carlson) — 18 min 21 s (SN) Smith-Pelly (Vrána, Carlson) — 45 min 12 s | 1-0 2-0 2-1 2-2 3-2 3-3 3-4 | Wennberg (Jenner, Vanek) — 24 min 48 s Vanek (Dubois, Panarine) — 41 min 31 s (SN) Jones (Panarine, Atkinson) — 55 min 34 s (SN) Panarine (Cole, Dubois) — 66 min 2 s | Arbitrage : Trevor Hanson, Marc Joannette Trent Knorr, Jonny Murray |
| Grubauer         | Gardiens | Bobrovski                   | | Arbitrage : Trevor Hanson, Marc Joannette Trent Knorr, Jonny Murray |
| 8 min            | Pénalités | 21 min                      | | Arbitrage : Trevor Hanson, Marc Joannette Trent Knorr, Jonny Murray |
| 30               | Tirs | 27                          | | Arbitrage : Trevor Hanson, Marc Joannette Trent Knorr, Jonny Murray |

| 15 avril | Washington | 4-5 (pr) (2-1, 1-3, 1-0, 0-1) | Columbus | Capital One Arena 18 506 spectateurs |

| Feuille de match                            | Feuille de match | Feuille de match                    | Feuille de match | Feuille de match                                                                |
| ------------------------------------------- | --- | ----------------------------------- | --- | ------------------------------------------------------------------------------- |
|                                             | Beagle (Orpik, Jeřábek) — 2 min 12 s Ovetchkine (Carlson, Oshie) — 13 min 26 s (SN) Ovetchkine (Bäckström, Carlson) — 24 min 9 s (SN) Oshie (Bäckström, Carlson) — 56 min 25 s (SN) | 1-0 2-0 2-1 3-1 3-2 3-3 3-4 4-4 4-5 | Atkinson (Foligno) — 18 min 25 s Anderson (Werenski, Jones) — 28 min 49 s Atkinson (Panarine, Jones) — 31 min 13 s (SN) Werenski (Bjorkstrand, Panarine) — 38 min 52 s (SN) Calvert (Werenski, Anderson) — 72 min 22 s | Arbitrage : Steve Kozari, Brian Pochmara, Garrett Rank Devin Berg, Steve Barton |
| Grubauer (39 min 50 s) Holtby (32 min 15 s) | Gardiens | Bobrovski                           | | Arbitrage : Steve Kozari, Brian Pochmara, Garrett Rank Devin Berg, Steve Barton |
| 10 min                                      | Pénalités | 16 min                              | | Arbitrage : Steve Kozari, Brian Pochmara, Garrett Rank Devin Berg, Steve Barton |
| 58                                          | Tirs | 30                                  | | Arbitrage : Steve Kozari, Brian Pochmara, Garrett Rank Devin Berg, Steve Barton |

| 17 avril | Columbus | 2-3 (2 pr) (0-0, 1-2, 1-0, 0-0, 0-1) | Washington | Nationwide Arena 19 337 spectateurs |

| Feuille de match | Feuille de match                                                         | Feuille de match    | Feuille de match | Feuille de match                                                      |
| ---------------- | ------------------------------------------------------------------------ | ------------------- | --- | --------------------------------------------------------------------- |
|                  | Dubois (Panarine, Jones) — 31 min 18 s Panarine (Atkinson) — 44 min 12 s | 0-1 1-1 1-2 2-2 2-3 | Wilson (Niskanen, Ovetchkine) — 25 min 52 s Carlson (Bäckström, Ovetchkine) — 34 min 43 s (SN) Eller (Connolly, Smith-Pelly) — 89 min | Arbitrage : Dan O'Halloran, Kyle Rehman Matt MacPherson, Darren Gibbs |
| Bobrovski        | Gardiens                                                                 | Holtby              | | Arbitrage : Dan O'Halloran, Kyle Rehman Matt MacPherson, Darren Gibbs |
| 8 min            | Pénalités                                                                | 8 min               | | Arbitrage : Dan O'Halloran, Kyle Rehman Matt MacPherson, Darren Gibbs |
| 35               | Tirs                                                                     | 45                  | | Arbitrage : Dan O'Halloran, Kyle Rehman Matt MacPherson, Darren Gibbs |

| 19 avril | Columbus | 1-4 (0-1, 0-1, 1-2) | Washington | Nationwide Arena 19 395 spectateurs |

| Feuille de match | Feuille de match                | Feuille de match    | Feuille de match | Feuille de match                                                    |
| ---------------- | ------------------------------- | ------------------- | --- | ------------------------------------------------------------------- |
|                  | Jenner (Anderson) — 46 min 22 s | 0-1 0-2 0-3 1-3 1-4 | Wilson (Kouznetsov) — 6 min 16 s Oshie (Ovetchkine, Carlson) — 29 min 19 s Ovetchkine (Kouznetsov, Wilson) — 42 min 49 s Kouznetsov — 57 min 41 s (CV) | Arbitrage : Francis Charron, Brad Watson Jonny Murray, Ryan Gibbons |
| Bobrovski        | Gardiens                        | Holtby              | | Arbitrage : Francis Charron, Brad Watson Jonny Murray, Ryan Gibbons |
| 6 min            | Pénalités                       | 6 min               | | Arbitrage : Francis Charron, Brad Watson Jonny Murray, Ryan Gibbons |
| 24               | Tirs                            | 33                  | | Arbitrage : Francis Charron, Brad Watson Jonny Murray, Ryan Gibbons |

| 21 avril | Washington | 4-3 (pr) (1-1, 2-1, 0-1, 1-0) | Columbus | Capital One Arena 18 506 spectateurs |

| Feuille de match | Feuille de match | Feuille de match            | Feuille de match                                                                                   | Feuille de match                                                   |
| ---------------- | --- | --------------------------- | -------------------------------------------------------------------------------------------------- | ------------------------------------------------------------------ |
|                  | Bäckström (Stephenson, Kempný) — 13 min 22 s Kouznetsov (Orlov) — 23 min 21 s Oshie (Carlson, Bäckström) — 36 min 42 s (SN) Bäckström (Orlov, Stephenson) — 71 min 53 s | 0-1 1-1 2-1 2-2 3-2 3-3 4-3 | Calvert (Jones) — 10 min 8 s (IN) Calvert — 24 min 45 s Bjorkstrand (Cole, Wennberg) — 42 min 30 s | Arbitrage : Gord Dwyer, Chris Rooney Kiel Murchison, Scott Cherrey |
| Holtby           | Gardiens | Bobrovski                   | | Arbitrage : Gord Dwyer, Chris Rooney Kiel Murchison, Scott Cherrey |
| 10 min           | Pénalités | 8 min                       | | Arbitrage : Gord Dwyer, Chris Rooney Kiel Murchison, Scott Cherrey |
| 29               | Tirs | 42                          | | Arbitrage : Gord Dwyer, Chris Rooney Kiel Murchison, Scott Cherrey |

| 23 avril | Columbus | 3-6 (0-1, 1-2, 2-3) | Washington | Nationwide Arena 18 667 spectateurs |

| Feuille de match | Feuille de match                                                                                                | Feuille de match                    | Feuille de match | Feuille de match                                                      |
| ---------------- | --- | ----------------------------------- | --- | --------------------------------------------------------------------- |
|                  | Foligno (Murray, Cole) — 28 min 40 s Dubois (Calvert) — 42 min 25 s Foligno (Jenner, Bjorkstrand) — 48 min 22 s | 0-1 1-1 1-2 1-3 2-3 2-4 2-5 3-5 3-6 | Orlov (Niskanen, Stephenson) — 12 min 12 s Ovetchkine (Orpik, Djoos) — 32 min 50 s Ovetchkine (Carlson, Kouznetsov) — 38 min 23 s (SN) Smith-Pelly — 43 min 56 s Stephenson (Beagle, Orpik) — 45 min 30 s (IN) Eller (Beagle) — 59 min 46 s (CV) | Arbitrage : Jean Hebert, Dan O'Rourke Pierre Racicot, David Brisebois |
| Bobrovski        | Gardiens | Holtby                              | | Arbitrage : Jean Hebert, Dan O'Rourke Pierre Racicot, David Brisebois |
| 8 min            | Pénalités | 10 min                              | | Arbitrage : Jean Hebert, Dan O'Rourke Pierre Racicot, David Brisebois |
| 38               | Tirs | 28                                  | | Arbitrage : Jean Hebert, Dan O'Rourke Pierre Racicot, David Brisebois |

#### Pittsburgh contre Philadelphie
Les Penguins de Pittsburgh, doubles champions en titre, espèrent être la première équipe depuis 35 ans à remporter une troisième Coupe Stanley consécutive depuis les Islanders de New York en 1983. Ils se qualifient en terminant à la deuxième place de la division Métropolitaine avec 100 points. Ils sont menés par Ievgueni Malkine, meilleur buteur et pointeur de la franchise, et par Sidney Crosby, meilleur passeur. Les Flyers de Philadelphie, troisièmes de la division à deux points de leurs adversaires, peuvent compter sur Claude Giroux meilleur buteur, passeur et pointeur de son équipe et qui, en étant muté à l'aile, enregistre un record personnel de 102 points.
Les deux équipes se sont rencontrées à quatre reprises au cours de la saison régulière, les Penguins l'emportant chaque fois en marquant 5 buts.
| 11 avril | Pittsburgh | 7-0 (3-0, 2-0, 2-0) | Philadelphie | PPG Paints Arena 18 556 spectateurs |

| Feuille de match | Feuille de match | Feuille de match                          | Feuille de match | Feuille de match                                                  |
| ---------------- | --- | ----------------------------------------- | ---------------- | ----------------------------------------------------------------- |
|                  | Rust (Letang, Guentzel) — 2 min 38 s Hagelin (Hörnqvist, Sheahan) — 10 min 7 s Malkine (Hagelin) — 14 min 9 s Guentzel (Brassard, Sheary) — 27 min 50 s Crosby (Dumoulin, Guentzel) — 29 min 1 s Crosby (Schultz, Guentzel) — 47 min 41 s Crosby (Dumoulin) — 50 min 42 s | 1-0 2-0 3-0 4-0 5-0 6-0 7-0               |                  | Arbitrage : Steve Kozari, Brian Pochmara Devin Berg, Steve Barton |
| Murray           | Gardiens | Elliott (29 min 1 s) Mrázek (30 min 59 s) |                  | Arbitrage : Steve Kozari, Brian Pochmara Devin Berg, Steve Barton |
| 8 min            | Pénalités | 8 min                                     |                  | Arbitrage : Steve Kozari, Brian Pochmara Devin Berg, Steve Barton |
| 33               | Tirs | 24                                        |                  | Arbitrage : Steve Kozari, Brian Pochmara Devin Berg, Steve Barton |

| 13 avril | Pittsburgh | 1-5 (0-1, 0-1, 1-3) | Philadelphie | PPG Paints Arena 18 648 spectateurs |

| Feuille de match | Feuille de match                            | Feuille de match        | Feuille de match | Feuille de match                                               |
| ---------------- | ------------------------------------------- | ----------------------- | --- | -------------------------------------------------------------- |
|                  | Hörnqvist (Schultz, Dumoulin) — 45 min 27 s | 0-1 0-2 0-3 0-4 1-4 1-5 | Gostisbehere (Giroux, Couturier) — 19 min 23 s (SN) Couturier (Provorov, Raffl) — 20 min 47 s Konecny (Simmonds, Provorov) — 41 min 29 s Patrick (Couturier, Voráček) — 45 min 10 s MacDonald (Lehterä) — 59 min 44 s (CV) | Arbitrage : Wes McCauley, Tim Peel Greg Devorski, Derek Nansen |
| Murray           | Gardiens                                    | Elliott                 | | Arbitrage : Wes McCauley, Tim Peel Greg Devorski, Derek Nansen |
| 20 min           | Pénalités                                   | 22 min                  | | Arbitrage : Wes McCauley, Tim Peel Greg Devorski, Derek Nansen |
| 35               | Tirs                                        | 20                      | | Arbitrage : Wes McCauley, Tim Peel Greg Devorski, Derek Nansen |

| 15 avril | Philadelphie | 1-5 (0-1, 1-3, 0-1) | Pittsburgh | Wells Fargo Center 19 955 spectateurs |

| Feuille de match | Feuille de match                         | Feuille de match        | Feuille de match | Feuille de match                                                 |
| ---------------- | ---------------------------------------- | ----------------------- | --- | ---------------------------------------------------------------- |
|                  | Sanheim (Voráček, Patrick) — 33 min 42 s | 0-1 0-2 0-3 0-4 1-4 1-5 | Crosby (Hörnqvist) — 10 min 25 s Brassard (Kessel, Letang) — 22 min 48 s (SN) Malkine (Letang, Crosby) — 26 min 48 s (SN) Dumoulin (Crosby) — 26 min 53 s Schultz (Malkine, Crosby) — 7 min 8 s (SN) | Arbitrage : Gord Dwyer, Chris Rooney Derek Nansen, Greg Devorski |
| Elliott          | Gardiens                                 | Murray                  | | Arbitrage : Gord Dwyer, Chris Rooney Derek Nansen, Greg Devorski |
| 16 min           | Pénalités                                | 14 min                  | | Arbitrage : Gord Dwyer, Chris Rooney Derek Nansen, Greg Devorski |
| 27               | Tirs                                     | 26                      | | Arbitrage : Gord Dwyer, Chris Rooney Derek Nansen, Greg Devorski |

| 18 avril | Philadelphie | 0-5 (0-2, 0-2, 0-1) | Pittsburgh | Wells Fargo Center 19 644 spectateurs |

| Feuille de match | Feuille de match | Feuille de match    | Feuille de match | Feuille de match                                         |
| ---------------- | ---------------- | ------------------- | --- | -------------------------------------------------------- |
|                  |                  | 0-1 0-2 0-3 0-4 0-5 | Malkine (Crosby, Kessel) — 4 min 33 s (SN) Kessel (Malkine) — 14 min 37 s Letang (Guentzel) — 28 min 4 s Crosby (Guentzel, Simon) — 30 min 56 s Sheahan (Määttä, Aston-Reese) — 55 min 46 s | Arbitrage : Brad Meier, Ian Walsh Devin Berg, Brian Mach |
| Elliott          | Gardiens         | Murray              | | Arbitrage : Brad Meier, Ian Walsh Devin Berg, Brian Mach |
| 8 min            | Pénalités        | 8 min               | | Arbitrage : Brad Meier, Ian Walsh Devin Berg, Brian Mach |
| 26               | Tirs             | 30                  | | Arbitrage : Brad Meier, Ian Walsh Devin Berg, Brian Mach |

| 20 avril | Pittsburgh | 2-4 (0-1, 2-1, 0-2) | Philadelphie | PPG Paints Arena 18 632 spectateurs |

| Feuille de match | Feuille de match                                                        | Feuille de match        | Feuille de match | Feuille de match                                                   |
| ---------------- | ----------------------------------------------------------------------- | ----------------------- | --- | ------------------------------------------------------------------ |
|                  | Rust (Sheary, Brassard) — 32 min Guentzel (Crosby, Simon) — 36 min 45 s | 0-1 1-1 2-1 2-2 2-3 2-4 | Giroux (Voráček, Filppula) — 17 min 29 s Filppula (Lehterä) — 38 min 15 s (IN) Couturier (Simmonds) — 58 min 45 s Read (Filppula) — 59 min 42 s (CV) | Arbitrage : Dan O'Halloran, Kyle Rehman Mark Shewchyk, Derek Amell |
| Murray           | Gardiens                                                                | Neuvirth                | | Arbitrage : Dan O'Halloran, Kyle Rehman Mark Shewchyk, Derek Amell |
| 11 min           | Pénalités                                                               | 19 min                  | | Arbitrage : Dan O'Halloran, Kyle Rehman Mark Shewchyk, Derek Amell |
| 32               | Tirs                                                                    | 25                      | | Arbitrage : Dan O'Halloran, Kyle Rehman Mark Shewchyk, Derek Amell |

| 22 avril | Philadelphie | 5-8 (2-2, 2-2, 1-4) | Pittsburgh | Wells Fargo Center 19 861 spectateurs |

| Feuille de match | Feuille de match | Feuille de match                                    | Feuille de match | Feuille de match                                                      |
| ---------------- | --- | --------------------------------------------------- | --- | --------------------------------------------------------------------- |
|                  | Couturier — 2 min 15 s MacDonald (Provorov, Couturier) — 15 min 48 s Couturier (Read) — 20 min 40 s Laughton (Couturier) — 32 min 14 s Couturier (Giroux) — 57 min 7 s | 1-0 1-1 1-2 2-2 3-2 4-2 4-3 4-4 4-5 4-6 4-7 5-7 5-8 | Crosby (Letang, Dumoulin) — 6 min 30 s Hagelin (Kessel, Sheahan) — 7 min 17 s Hörnqvist (Guentzel, Crosby) — 33 min 35 s Guentzel (Määttä, Hörnqvist) — 39 min 6 s Guentzel (Kessel) — 40 min 30 s Guentzel (Crosby, Letang) — 52 min 48 s Guentzel (Hörnqvist, Letang) — 52 min 58 s Rust — 59 min 29 s (CV) | Arbitrage : Eric Furlatt, Kelly Sutherland Derek Amell, Mark Shewchyk |
| Neuvirth         | Gardiens | Murray                                              | | Arbitrage : Eric Furlatt, Kelly Sutherland Derek Amell, Mark Shewchyk |
| 6 min            | Pénalités | 10 min                                              | | Arbitrage : Eric Furlatt, Kelly Sutherland Derek Amell, Mark Shewchyk |
| 26               | Tirs | 28                                                  | | Arbitrage : Eric Furlatt, Kelly Sutherland Derek Amell, Mark Shewchyk |

#### Nashville contre Colorado
Les Predators de Nashville, finalistes des séries 2017, se qualifient en remportant l'association de l'Ouest avec un bilan de 53 victoires, 18 défaites et 11 défaites en prolongation ou fusillade. À l'issue de la saison, Filip Forsberg termine avec 64 points, Viktor Arvidsson 29 buts et Pekka Rinne est un des favoris du trophée Vézina. 
L'Avalanche du Colorado se qualifie lors de son dernier match de la saison en battant les Blues de Saint-Louis 5-2 et en leur ravissant la dernière place qualificative de l'association de l'Ouest. Ils sont menés par le jeune attaquant Nathan MacKinnon qui termine avec 97 points et le gardien Semyon Varlamov qui est cependant forfait pour les séries en raison d'une blessure à un genou.
Les deux équipes se sont rencontrées à quatre reprises au cours de la saison et Nashville l'a emporté à chaque fois.
| 12 avril | Nashville | 5-2 (0-1, 2-1, 3-0) | Colorado | Bridgestone Arena 17 301 spectateurs |

| Feuille de match | Feuille de match | Feuille de match            | Feuille de match                                                                   | Feuille de match                                             |
| ---------------- | --- | --------------------------- | ---------------------------------------------------------------------------------- | ------------------------------------------------------------ |
|                  | Watson (Sissons, Johansen) — 23 min 16 s Smith (Johansen) — 28 min 50 s (SN) Forsberg (Josi, Arvidsson) — 46 min 8 s Forsberg — 52 min 10 s Sissons (Watson) — 58 min 3 s (CV) | 0-1 1-1 1-2 2-2 3-2 4-2 5-2 | Zadorov (Rantanen, MacKinnon) — 6 min 36 s Comeau (Söderberg, Nieto) — 24 min 51 s | Arbitrage : Brad Meier, Ian Walsh Steve Miller, Ryan Gibbons |
| Rinne            | Gardiens | Bernier                     |                                                                                    | Arbitrage : Brad Meier, Ian Walsh Steve Miller, Ryan Gibbons |
| 6 min            | Pénalités | 16 min                      |                                                                                    | Arbitrage : Brad Meier, Ian Walsh Steve Miller, Ryan Gibbons |
| 31               | Tirs | 27                          |                                                                                    | Arbitrage : Brad Meier, Ian Walsh Steve Miller, Ryan Gibbons |

| 14 avril | Nashville | 5-4 (0-1, 3-1, 2-2) | Colorado | Bridgestone Arena 17 369 spectateurs |

| Feuille de match | Feuille de match | Feuille de match                    | Feuille de match | Feuille de match                                                   |
| ---------------- | --- | ----------------------------------- | --- | ------------------------------------------------------------------ |
|                  | Fiala (Sissons, Turris) — 21 min 1 s (SN) Arvidsson — 32 min 36 s Johansen (Ekholm, Subban) — 36 min 32 s Watson (Fiala, Bonino) — 47 min 16 s Hartman (Subban, Ekholm) — 58 min 51 s (CV) | 0-1 1-1 2-1 3-1 3-2 4-2 4-3 5-3 5-4 | Bourque (Compher, Wilson) — 2 min 34 s MacKinnon (Zadorov) — 37 min 8 s Landeskog (MacKinnon, Barrie) — 49 min 14 s Kerfoot (Landeskog, Barrie) — 59 min 24 s | Arbitrage : Jean Hebert, Dan O'Rourke Michel Cormier, Brian Murphy |
| Rinne            | Gardiens | Bernier                             | | Arbitrage : Jean Hebert, Dan O'Rourke Michel Cormier, Brian Murphy |
| 14 min           | Pénalités | 14 min                              | | Arbitrage : Jean Hebert, Dan O'Rourke Michel Cormier, Brian Murphy |
| 33               | Tirs | 30                                  | | Arbitrage : Jean Hebert, Dan O'Rourke Michel Cormier, Brian Murphy |

| 16 avril | Colorado | 5-3 (3-0, 1-1, 1-2) | Nashville | Pepsi Center 18 087 spectateurs |

| Feuille de match | Feuille de match | Feuille de match                        | Feuille de match                                                                                  | Feuille de match                                                          |
| ---------------- | --- | --------------------------------------- | ------------------------------------------------------------------------------------------------- | ------------------------------------------------------------------------- |
|                  | Comeau (Söderberg, Nieto) — 1 min 50 s Bourque (Nemeth, Compher) — 13 min 24 s MacKinnon (Landeskog) — 18 min 7 s MacKinnon (Landeskog, Rantanen) — 24 min 25 s Landeskog (Rantanen, Barberio) — 58 min 24 s (CV) | 1-0 2-0 3-0 4-0 4-1 4-2 4-3 5-3         | Johansen (Forsberg, Ellis) — 30 min 23 s Sissons (Josi, Ellis) — 47 min 12 s Watson — 58 min 45 s | Arbitrage : Eric Furlatt, Kelly Sutherland Brad Kovachik, David Brisebois |
| Bernier          | Gardiens | Rinne (24 min 25 s) Saros (33 min 34 s) |                                                                                                   | Arbitrage : Eric Furlatt, Kelly Sutherland Brad Kovachik, David Brisebois |
| 12 min           | Pénalités | 16 min                                  |                                                                                                   | Arbitrage : Eric Furlatt, Kelly Sutherland Brad Kovachik, David Brisebois |
| 33               | Tirs | 32                                      |                                                                                                   | Arbitrage : Eric Furlatt, Kelly Sutherland Brad Kovachik, David Brisebois |

| 18 avril | Colorado | 2-3 (0-1, 0-2, 2-0) | Nashville | Pepsi Center 18 087 spectateurs |

| Feuille de match | Feuille de match                                                                  | Feuille de match    | Feuille de match                                                                                                | Feuille de match                                                        |
| ---------------- | --------------------------------------------------------------------------------- | ------------------- | --- | ----------------------------------------------------------------------- |
|                  | Landeskog (Jost, Barrie) — 45 min 20 s (SN) Kerfoot (Nieto, Zadorov) — 51 min 1 s | 0-1 0-2 0-3 1-3 2-3 | Forsberg (Johansen, Ekholm) — 15 min 33 s Sissons (Forsberg, Ekholm) — 27 min 18 s Smith (Watson) — 31 min 49 s | Arbitrage : Trevor Hanson, Marc Joannette Scott Cherrey, Kiel Murchison |
| Bernier          | Gardiens                                                                          | Rinne               | | Arbitrage : Trevor Hanson, Marc Joannette Scott Cherrey, Kiel Murchison |
| 10 min           | Pénalités                                                                         | 14 min              | | Arbitrage : Trevor Hanson, Marc Joannette Scott Cherrey, Kiel Murchison |
| 33               | Tirs                                                                              | 34                  | | Arbitrage : Trevor Hanson, Marc Joannette Scott Cherrey, Kiel Murchison |

| 20 avril | Nashville | 1-2 (0-0, 0-0, 1-2) | Colorado | Bridgestone Arena 17 504 spectateurs |

| Feuille de match | Feuille de match                      | Feuille de match | Feuille de match                                                                          | Feuille de match                                               |
| ---------------- | ------------------------------------- | ---------------- | ----------------------------------------------------------------------------------------- | -------------------------------------------------------------- |
|                  | Bonino (Ekholm, Watson) — 50 min 18 s | 1-0 1-1 1-2      | Landeskog (MacKinnon, Rantanen) — 55 min 49 s Andrighetto (Compher, Barrie) — 58 min 32 s | Arbitrage : Kevin Pollock, Eric Furlatt Brian Mach, Devin Berg |
| Rinne            | Gardiens                              | Hammond          |                                                                                           | Arbitrage : Kevin Pollock, Eric Furlatt Brian Mach, Devin Berg |
| 4 min            | Pénalités                             | 6 min            |                                                                                           | Arbitrage : Kevin Pollock, Eric Furlatt Brian Mach, Devin Berg |
| 45               | Tirs                                  | 27               |                                                                                           | Arbitrage : Kevin Pollock, Eric Furlatt Brian Mach, Devin Berg |

| 22 avril | Colorado | 0-5 (0-2, 0-2, 0-1) | Nashville | Pepsi Center 18 087 spectateurs |

| Feuille de match | Feuille de match | Feuille de match    | Feuille de match | Feuille de match                                               |
| ---------------- | ---------------- | ------------------- | --- | -------------------------------------------------------------- |
|                  |                  | 0-1 0-2 0-3 0-4 0-5 | Ekholm (Sissons, Bonino) — 7 min 2 s Watson (Sissons, Bonino) — 10 min 19 s Forsberg — 20 min 38 s Bonino (Järnkrok, Ellis) — 28 min 26 s Arvidsson (Subban) — 42 min 36 s | Arbitrage : Tim Peel, Wes McCauley Greg Devorski, Derek Nansen |
| Hammond          | Gardiens         | Rinne               | | Arbitrage : Tim Peel, Wes McCauley Greg Devorski, Derek Nansen |
| 20 min           | Pénalités        | 4 min               | | Arbitrage : Tim Peel, Wes McCauley Greg Devorski, Derek Nansen |
| 22               | Tirs             | 37                  | | Arbitrage : Tim Peel, Wes McCauley Greg Devorski, Derek Nansen |

#### Winnipeg contre Minnesota
La série voit s'affronter deux des meilleures équipes de la saison à domicile. Elles se sont rencontrées à quatre reprises avec un avantage de trois victoires contre une défaite pour les Jets de Winnipeg qui ont l'avantage de la glace. Les Jets sont menés par Blake Wheeler, meilleur pointeur de l'équipe avec 91 points et Patrik Laine qui a marqué 44 buts. Devant le filet, Connor Hellebuyck a terminé avec un record de 44 victoires pour un gardien de but américain. Du côté du Wild du Minnesota, Eric Staal mène l'équipe avec 42 buts et 76 points.
| 11 avril | Winnipeg | 3-2 (0-0, 1-0, 2-2) | Minnesota | Bell MTS Place 15 321 spectateurs |

| Feuille de match | Feuille de match                                                                                              | Feuille de match    | Feuille de match                                                                | Feuille de match                                                            |
| ---------------- | --- | ------------------- | ------------------------------------------------------------------------------- | --------------------------------------------------------------------------- |
|                  | Scheifele (Wheeler, Byfuglien) — 37 min 37 s (SN) Laine (Stastny) — 44 min 51 s Morrow (Ehlers) — 52 min 47 s | 1-0 1-1 1-2 2-2 3-2 | Cullen (Prosser, Greenway) — 41 min 46 s Parisé (Koivu, Granlund) — 43 min 58 s | Arbitrage : Kevin Pollock, Francois StLaurent Kiel Murchison, Scott Cherrey |
| Hellebuyck       | Gardiens | Dubnyk              |                                                                                 | Arbitrage : Kevin Pollock, Francois StLaurent Kiel Murchison, Scott Cherrey |
| 2 min            | Pénalités | 4 min               |                                                                                 | Arbitrage : Kevin Pollock, Francois StLaurent Kiel Murchison, Scott Cherrey |
| 40               | Tirs | 20                  |                                                                                 | Arbitrage : Kevin Pollock, Francois StLaurent Kiel Murchison, Scott Cherrey |

| 13 avril | Winnipeg | 4-1 (0-0, 1-0, 3-1) | Minnesota | Bell MTS Place 15 321 spectateurs |

| Feuille de match | Feuille de match | Feuille de match    | Feuille de match                          | Feuille de match                                                                       |
| ---------------- | --- | ------------------- | ----------------------------------------- | -------------------------------------------------------------------------------------- |
|                  | Myers (Roslovic, Chiarot) — 28 min 41 s Stastny (Byfuglien, Laine) — 47 min 42 s Copp (Little, Roslovic) — 49 min 24 s Laine (Ehlers, Myers) — 57 min 58 s | 1-0 2-0 3-0 4-0 4-1 | Parisé (Koivu, Brodin) — 59 min 15 s (SN) | Arbitrage : Kelly Sutherland, Eric Furlatt, Jon McIsaac David Brisebois, Brad Kovachik |
| Hellebuyck       | Gardiens | Dubnyk              |                                           | Arbitrage : Kelly Sutherland, Eric Furlatt, Jon McIsaac David Brisebois, Brad Kovachik |
| 42 min           | Pénalités | 40 min              |                                           | Arbitrage : Kelly Sutherland, Eric Furlatt, Jon McIsaac David Brisebois, Brad Kovachik |
| 44               | Tirs | 17                  |                                           | Arbitrage : Kelly Sutherland, Eric Furlatt, Jon McIsaac David Brisebois, Brad Kovachik |

| 15 avril | Minnesota | 6-2 (2-1, 4-1, 0-0) | Winnipeg | Xcel Energy Center 19 175 spectateurs |

| Feuille de match | Feuille de match | Feuille de match                   | Feuille de match                                                 | Feuille de match                                                 |
| ---------------- | --- | ---------------------------------- | ---------------------------------------------------------------- | ---------------------------------------------------------------- |
|                  | Granlund (Koivu, Staal) — 9 min 47 s (SN) Parisé (Koivu, Brodin) — 17 min 50 s (SN) Dumba (Winnik, Eriksson Ek) — 23 min 32 s Staal (Granlund, Dumba) — 34 min 40 s Greenway (Cullen, Seeler) — 35 min Foligno (Spurgeon, Seeler) — 38 min 23 s | 0-1 1-1 2-1 3-1 3-2 4-2 5-2 6-2    | Wheeler (Byfuglien, Laine) — 4 min 50 s (SN) Myers — 26 min 42 s | Arbitrage : Wes McCauley, Tim Peel Matt MacPherson, Darren Gibbs |
| Dubnyk           | Gardiens | Hellebuyck (40 min) Mason (20 min) |                                                                  | Arbitrage : Wes McCauley, Tim Peel Matt MacPherson, Darren Gibbs |
| 10 min           | Pénalités | 6 min                              |                                                                  | Arbitrage : Wes McCauley, Tim Peel Matt MacPherson, Darren Gibbs |
| 29               | Tirs | 31                                 |                                                                  | Arbitrage : Wes McCauley, Tim Peel Matt MacPherson, Darren Gibbs |

| 17 avril | Minnesota | 0-2 (0-1, 0-0, 0-1) | Winnipeg | Xcel Energy Center 19 277 spectateurs |

| Feuille de match | Feuille de match | Feuille de match | Feuille de match                                                                         | Feuille de match                                                       |
| ---------------- | ---------------- | ---------------- | ---------------------------------------------------------------------------------------- | ---------------------------------------------------------------------- |
|                  |                  | 0-1 0-2          | Scheifele (Connor, Morrissey) — 19 min 32 s Scheifele (Wheeler, Copp) — 59 min 49 s (CV) | Arbitrage : Steve Kozari, Brian Pochmara Tony Sericolo, Pierre Racicot |
| Dubnyk           | Gardiens         | Hellebuyck       |                                                                                          | Arbitrage : Steve Kozari, Brian Pochmara Tony Sericolo, Pierre Racicot |
| 2 min            | Pénalités        | 4 min            |                                                                                          | Arbitrage : Steve Kozari, Brian Pochmara Tony Sericolo, Pierre Racicot |
| 30               | Tirs             | 28               |                                                                                          | Arbitrage : Steve Kozari, Brian Pochmara Tony Sericolo, Pierre Racicot |

| 20 avril | Winnipeg | 5-0 (4-0, 0-0, 1-0) | Minnesota | Bell MTS Place 15 321 spectateurs |

| Feuille de match | Feuille de match | Feuille de match                          | Feuille de match | Feuille de match                                                                            |
| ---------------- | --- | ----------------------------------------- | ---------------- | ------------------------------------------------------------------------------------------- |
|                  | Trouba (Scheifele, Connor) — 31 s Little (Byfuglien, Stastny) — 5 min 42 s Tanev — 11 min 10 s Armia (Byfuglien, Copp) — 11 min 59 s Scheifele (Stastny, Wheeler) — 40 min 32 s (SN) | 1-0 2-0 3-0 4-0 5-0                       |                  | Arbitrage : Dan O'Rourke, Jean Hebert, Dean Morton Brian Murphy, Michel Cormier, Ryan Daisy |
| Hellebuyck       | Gardiens | Dubnyk (11 min 59 s) Stalock (48 min 1 s) |                  | Arbitrage : Dan O'Rourke, Jean Hebert, Dean Morton Brian Murphy, Michel Cormier, Ryan Daisy |
| 6 min            | Pénalités | 4 min                                     |                  | Arbitrage : Dan O'Rourke, Jean Hebert, Dean Morton Brian Murphy, Michel Cormier, Ryan Daisy |
| 26               | Tirs | 30                                        |                  | Arbitrage : Dan O'Rourke, Jean Hebert, Dean Morton Brian Murphy, Michel Cormier, Ryan Daisy |

#### Las Vegas contre Los Angeles
Les Golden Knights de Vegas battent ou égalent de nombreux records lors d'une première saison pour une équipe d'expansion : plus grand nombre de points, plus grand nombre de victoires, plus grand nombre de victoires à domicile et à l'extérieur, qualification en séries et ils remportent la division Pacifique, s'assurant ainsi de l'avantage de la glace pour les séries. L'équipe est menée par William Karlsson qui termine meilleur buteur et pointeur de l'équipe avec 43 buts et 78 points et par Marc-André Fleury qui devient le 13e gardien de la LNH à atteindre 400 victoires.
Côté Kings de Los Angeles, l'équipe se qualifie à la septième place de l'association grâce notamment à la meilleure défense de la ligue et son gardien Jonathan Quick. En attaque, elle est menée par Anže Kopitar qui a enregistré ses records de buts, passes et points en une saison et a dominé les autres attaquants de son équipe en terminant avec 31 points d'avance sur le deuxième.
Au cours de la saison régulière, les deux équipes se sont rencontrées à quatre reprises pour un bilan de deux victoires chacune.
| 11 avril | Las Vegas | 1-0 (1-0, 0-0, 0-0) | Los Angeles | T-Mobile Arena 18 479 spectateurs |

| Feuille de match | Feuille de match              | Feuille de match | Feuille de match | Feuille de match                                                                           |
| ---------------- | ----------------------------- | ---------------- | ---------------- | ------------------------------------------------------------------------------------------ |
|                  | Theodore (Nosek) — 3 min 23 s | 1-0              |                  | Arbitrage : Eric Furlatt, Kelly Sutherland, Justin StPierre David Brisebois, Brad Kovachik |
| Fleury           | Gardiens                      | Quick            |                  | Arbitrage : Eric Furlatt, Kelly Sutherland, Justin StPierre David Brisebois, Brad Kovachik |
| 6 min            | Pénalités                     | 6 min            |                  | Arbitrage : Eric Furlatt, Kelly Sutherland, Justin StPierre David Brisebois, Brad Kovachik |
| 28               | Tirs                          | 30               |                  | Arbitrage : Eric Furlatt, Kelly Sutherland, Justin StPierre David Brisebois, Brad Kovachik |

| 13 avril | Las Vegas | 2-1 (2 pr) (1-0, 0-1, 0-0, 0-0, 1-0) | Los Angeles | T-Mobile Arena 18 588 spectateurs |

| Feuille de match | Feuille de match                                                                   | Feuille de match | Feuille de match                           | Feuille de match                                                                             |
| ---------------- | ---------------------------------------------------------------------------------- | ---------------- | ------------------------------------------ | -------------------------------------------------------------------------------------------- |
|                  | Tuch (Marchessault, Smith) — 14 min 47 s (SN) Haula (Neal, Theodore) — 95 min 23 s | 1-0 1-1 2-1      | LaDue (Phaneuf, Amadio) — 35 min 55 s (SN) | Arbitrage : Kevin Pollock, Francois StLaurent, Justin StPierre Darren Gibbs, Matt MacPherson |
| Fleury           | Gardiens                                                                           | Quick            |                                            | Arbitrage : Kevin Pollock, Francois StLaurent, Justin StPierre Darren Gibbs, Matt MacPherson |
| 6 min            | Pénalités                                                                          | 8 min            |                                            | Arbitrage : Kevin Pollock, Francois StLaurent, Justin StPierre Darren Gibbs, Matt MacPherson |
| 56               | Tirs                                                                               | 30               |                                            | Arbitrage : Kevin Pollock, Francois StLaurent, Justin StPierre Darren Gibbs, Matt MacPherson |

| 15 avril | Los Angeles | 2-3 (1-0, 0-0, 1-3) | Las Vegas | Staples Center 18 484 spectateurs |

| Feuille de match | Feuille de match                                                          | Feuille de match    | Feuille de match | Feuille de match                                                   |
| ---------------- | ------------------------------------------------------------------------- | ------------------- | --- | ------------------------------------------------------------------ |
|                  | Iafallo (Kopitar, Brown) — 13 min 14 s Kopitar (Fantenberg) — 57 min 56 s | 1-0 1-1 1-2 1-3 2-3 | Eakin (Carpenter, Perron) — 46 min 10 s Neal (Schmidt, Tuch) — 54 min 23 s Karlsson (Smith, Marchessault) — 54 min 44 s | Arbitrage : Kyle Rehman, Dan O'Halloran Derek Amell, Mark Shewchyk |
| Quick            | Gardiens                                                                  | Fleury              | | Arbitrage : Kyle Rehman, Dan O'Halloran Derek Amell, Mark Shewchyk |
| 10 min           | Pénalités                                                                 | 12 min              | | Arbitrage : Kyle Rehman, Dan O'Halloran Derek Amell, Mark Shewchyk |
| 39               | Tirs                                                                      | 26                  | | Arbitrage : Kyle Rehman, Dan O'Halloran Derek Amell, Mark Shewchyk |

| 17 avril | Los Angeles | 0-1 (0-0, 0-1, 0-0) | Las Vegas | Staples Center 18 422 spectateurs |

| Feuille de match | Feuille de match | Feuille de match | Feuille de match                      | Feuille de match                                                    |
| ---------------- | ---------------- | ---------------- | ------------------------------------- | ------------------------------------------------------------------- |
|                  |                  | 0-1              | McNabb (Smith, Karlsson) — 24 min 4 s | Arbitrage : Francis Charron, Brad Watson Mark Shewchyk, Derek Amell |
| Quick            | Gardiens         | Fleury           |                                       | Arbitrage : Francis Charron, Brad Watson Mark Shewchyk, Derek Amell |
| 2 min            | Pénalités        | 4 min            |                                       | Arbitrage : Francis Charron, Brad Watson Mark Shewchyk, Derek Amell |
| 31               | Tirs             | 21               |                                       | Arbitrage : Francis Charron, Brad Watson Mark Shewchyk, Derek Amell |

#### Anaheim contre San José
Pour la cinquième saison consécutive, les Ducks d'Anaheim terminent avec plus de 100 points marqués. Ils se qualifient à la deuxième place de la division Pacifique, un point devant leurs adversaires. Les deux équipes se sont rencontrées à quatre reprises au cours de la saison régulière, avec un bilan de trois victoires pour les Sharks de San José contre une pour les Ducks.
Les Sharks sont menés par le vainqueur du trophée James-Norris 2017, le défenseur Brent Burns, qui termine la saison avec 55 aides et 67 points ; le meilleur buteur de l'équipe étant Logan Couture qui a battu les gardiens adverses à 34 reprises. De leur côté, les Ducks comptent sur Rickard Rakell, meilleur buteur et pointeur de l'équipe, mais aussi sur Ryan Getzlaf qui a marqué 61 points en seulement 56 matchs joués.
| 12 avril | Anaheim | 0-3 (0-0, 0-3, 0-0) | San José | Honda Center 17 174 spectateurs |

| Feuille de match | Feuille de match | Feuille de match | Feuille de match                                                                                           | Feuille de match                                                                     |
| ---------------- | ---------------- | ---------------- | --- | ------------------------------------------------------------------------------------ |
|                  |                  | 0-1 0-2 0-3      | Kane (Pavelski, Hertl) — 27 min 7 s (SN) Kane (Pavelski, Dillon) — 33 min 51 s Burns (Meier) — 35 min 15 s | Arbitrage : Jean Hebert, Dan O'Rourke, Francis Charron Pierre Racicot, Tony Sericolo |
| Gibson           | Gardiens         | Jones            | | Arbitrage : Jean Hebert, Dan O'Rourke, Francis Charron Pierre Racicot, Tony Sericolo |
| 14 min           | Pénalités        | 8 min            | | Arbitrage : Jean Hebert, Dan O'Rourke, Francis Charron Pierre Racicot, Tony Sericolo |
| 25               | Tirs             | 34               | | Arbitrage : Jean Hebert, Dan O'Rourke, Francis Charron Pierre Racicot, Tony Sericolo |

| 14 avril | Anaheim | 2-3 (1-2, 1-1, 0-0) | San José | Honda Center 17 430 spectateurs |

| Feuille de match | Feuille de match                                                            | Feuille de match    | Feuille de match                                                                                              | Feuille de match                                                       |
| ---------------- | --------------------------------------------------------------------------- | ------------------- | --- | ---------------------------------------------------------------------- |
|                  | Silfverberg (Lindholm) — 40 s Lindholm (Getzlaf, Kesler) — 27 min 51 s (SN) | 1-0 1-1 1-2 1-3 2-3 | Sörensen (Karlsson) — 9 min 41 s Couture (Labanc, Pavelski) — 14 min 41 s (SN) Bødker (Couture) — 21 min 11 s | Arbitrage : Francis Charron, Brad Watson Tony Sericolo, Pierre Racicot |
| Gibson           | Gardiens                                                                    | Jones               | | Arbitrage : Francis Charron, Brad Watson Tony Sericolo, Pierre Racicot |
| 8 min            | Pénalités                                                                   | 6 min               | | Arbitrage : Francis Charron, Brad Watson Tony Sericolo, Pierre Racicot |
| 30               | Tirs                                                                        | 35                  | | Arbitrage : Francis Charron, Brad Watson Tony Sericolo, Pierre Racicot |

| 16 avril | San José | 8-1 (1-1, 4-0, 3-0) | Anaheim | SAP Center at San Jose 17 562 spectateurs |

| Feuille de match | Feuille de match | Feuille de match                     | Feuille de match                             | Feuille de match                                                            |
| ---------------- | --- | ------------------------------------ | -------------------------------------------- | --------------------------------------------------------------------------- |
|                  | Couture (Bødker) — 3 min 44 s Donskoi (Kane) — 21 min 15 s Sörensen (Donskoi) — 23 min 41 s Fehr (Sörensen, Karlsson) — 33 min 43 s Hertl (Pavelski, Couture) — 36 min 49 s (SN) Pavelski (Meier, Donskoi) — 50 min 4 s (SN) Kane (Vlasic, Couture) — 57 min 16 s (SN) Meier (Tierney, Labanc) — 59 min 36 s (SN) | 1-0 1-1 2-1 3-1 4-1 5-1 6-1 7-1 8-1  | Rakell (Montour, Getzlaf) — 13 min 40 s (SN) | Arbitrage : Kevin Pollock, Francois StLaurent Kiel Murchison, Scott Cherrey |
| Jones            | Gardiens | Gibson (39 min 43 s) Miller (20 min) |                                              | Arbitrage : Kevin Pollock, Francois StLaurent Kiel Murchison, Scott Cherrey |
| 8 min            | Pénalités | 28 min                               |                                              | Arbitrage : Kevin Pollock, Francois StLaurent Kiel Murchison, Scott Cherrey |
| 36               | Tirs | 46                                   |                                              | Arbitrage : Kevin Pollock, Francois StLaurent Kiel Murchison, Scott Cherrey |

| 18 avril | San José | 2-1 (1-0, 0-0, 1-1) | Anaheim | SAP Center at San Jose 17 562 spectateurs |

| Feuille de match | Feuille de match                                                    | Feuille de match | Feuille de match                             | Feuille de match                                                          |
| ---------------- | ------------------------------------------------------------------- | ---------------- | -------------------------------------------- | ------------------------------------------------------------------------- |
|                  | Sörensen (Burns, Karlsson) — 5 min 43 s Hertl (Vlasic) — 49 min 9 s | 1-0 1-1 2-1      | Cogliano (Kesler, Silfverberg) — 47 min 53 s | Arbitrage : Eric Furlatt, Kelly Sutherland David Brisebois, Mark Shewchyk |
| Jones            | Gardiens                                                            | Gibson           |                                              | Arbitrage : Eric Furlatt, Kelly Sutherland David Brisebois, Mark Shewchyk |
| 8 min            | Pénalités                                                           | 6 min            |                                              | Arbitrage : Eric Furlatt, Kelly Sutherland David Brisebois, Mark Shewchyk |
| 24               | Tirs                                                                | 31               |                                              | Arbitrage : Eric Furlatt, Kelly Sutherland David Brisebois, Mark Shewchyk |

### Demi-finales d'association

#### Tampa Bay contre Boston
| 28 avril | Tampa Bay | 2-6 (0-1, 2-2, 0-3) | Boston | Amalie Arena 19 092 spectateurs |

| Feuille de match | Feuille de match                                                                   | Feuille de match                | Feuille de match | Feuille de match                                                      |
| ---------------- | ---------------------------------------------------------------------------------- | ------------------------------- | --- | --------------------------------------------------------------------- |
|                  | Girardi (Paquette, Hedman) — 22 min 31 s Sergatchiov (Point, Gourde) — 33 min 22 s | 0-1 0-2 1-2 1-3 2-3 2-4 2-5 2-6 | Rick Nash (Pastrňák, Bergeron) — 17 min 11 s (SN) Bergeron (Pastrňák, Marchand) — 20 min 42 s Rick Nash (Krejčí, Pastrňák) — 32 min 33 s Marchand (McAvoy) — 43 min 32 s Bergeron (Marchand, Pastrňák) — 50 min 11 s DeBrusk (Marchand, McAvoy) — 53 min 41 s (CV) | Arbitrage : Dan O'Halloran, Brad Meier David Brisebois, Brad Kovachik |
| Vassilevski      | Gardiens                                                                           | Rask                            | | Arbitrage : Dan O'Halloran, Brad Meier David Brisebois, Brad Kovachik |
| 2 min            | Pénalités                                                                          | 6 min                           | | Arbitrage : Dan O'Halloran, Brad Meier David Brisebois, Brad Kovachik |
| 36               | Tirs                                                                               | 24                              | | Arbitrage : Dan O'Halloran, Brad Meier David Brisebois, Brad Kovachik |

| 30 avril | Tampa Bay | 4-2 (1-1, 1-0, 2-1) | Boston | Amalie Arena 19 092 spectateurs |

| Feuille de match | Feuille de match | Feuille de match        | Feuille de match                                                                  | Feuille de match                                                          |
| ---------------- | --- | ----------------------- | --------------------------------------------------------------------------------- | ------------------------------------------------------------------------- |
|                  | Gourde (Point, Sergatchiov) — 11 min 47 s (SN) Johnson (Point, Palát) — 30 min 14 s Palát (Point) — 54 min 8 s Point (Hedman) — 59 min 34 s (CV) | 1-0 1-1 2-1 3-1 3-2 4-2 | McAvoy (Bergeron, Marchand) — 18 min 30 s Krug (Pastrňák, Marchand) — 55 min 58 s | Arbitrage : Kelly Sutherland, Eric Furlatt David Brisebois, Brad Kovachik |
| Vassilevski      | Gardiens | Rask                    |                                                                                   | Arbitrage : Kelly Sutherland, Eric Furlatt David Brisebois, Brad Kovachik |
| 12 min           | Pénalités | 14 min                  |                                                                                   | Arbitrage : Kelly Sutherland, Eric Furlatt David Brisebois, Brad Kovachik |
| 31               | Tirs | 20                      |                                                                                   | Arbitrage : Kelly Sutherland, Eric Furlatt David Brisebois, Brad Kovachik |

| 2 mai | Boston | 1-4 (1-3, 0-0, 0-1) | Tampa Bay | TD Garden 17 565 spectateurs |

| Feuille de match | Feuille de match                                  | Feuille de match   | Feuille de match | Feuille de match                                                    |
| ---------------- | ------------------------------------------------- | ------------------ | --- | ------------------------------------------------------------------- |
|                  | Bergeron (Pastrňák, Rick Nash) — 14 min 12 s (SN) | 01 0-2 1-2 1-3 1-4 | Palát (Johnson, Strålman) — 1 min 47 s Palát (Hedman, Girardi) — 3 min 19 s Cirelli (Gourde, McDonagh) — 16 min 43 s Stamkos (Miller, Hedman) — 59 min 18 s (SN + CV) | Arbitrage : Marc Joannette, Wes McCauley Derek Amell, Mark Shewchyk |
| Rask             | Gardiens                                          | Vassilevski        | | Arbitrage : Marc Joannette, Wes McCauley Derek Amell, Mark Shewchyk |
| 27 min           | Pénalités                                         | 19 min             | | Arbitrage : Marc Joannette, Wes McCauley Derek Amell, Mark Shewchyk |
| 29               | Tirs                                              | 37                 | | Arbitrage : Marc Joannette, Wes McCauley Derek Amell, Mark Shewchyk |

| 4 mai | Boston | 3-4 (pr) (1-2, 1-0, 1-1, 0-1) | Tampa Bay | TD Garden 17 565 spectateurs |

| Feuille de match | Feuille de match | Feuille de match            | Feuille de match | Feuille de match                                                  |
| ---------------- | --- | --------------------------- | --- | ----------------------------------------------------------------- |
|                  | Pastrňák (Krug, Marchand) — 15 min 28 s (SN) Bergeron (Krug) — 22 min 4 s (SN) Bergeron (Marchand) — 46 min 36 s (IN) | 0-1 0-2 1-2 2-2 3-2 3-3 3-4 | Point — 4 min 36 s Koutcherov (Hedman, Stamkos) — 9 min 53 s (SN) Stamkos (Miller) — 52 min 56 s Girardi (Killorn, Gourde) — 63 min 18 s | Arbitrage : Kevin Pollock, Brad Watson Derek Amell, Mark Shewchyk |
| Rask             | Gardiens | Vassilevski                 | | Arbitrage : Kevin Pollock, Brad Watson Derek Amell, Mark Shewchyk |
| 8 min            | Pénalités | 8 min                       | | Arbitrage : Kevin Pollock, Brad Watson Derek Amell, Mark Shewchyk |
| 32               | Tirs | 28                          | | Arbitrage : Kevin Pollock, Brad Watson Derek Amell, Mark Shewchyk |

| 6 mai | Tampa Bay | 3-1 (0-1, 2-0, 1-0) | Boston | Amalie Arena 19 092 spectateurs |

| Feuille de match | Feuille de match                                                                                    | Feuille de match | Feuille de match                             | Feuille de match                                                  |
| ---------------- | --------------------------------------------------------------------------------------------------- | ---------------- | -------------------------------------------- | ----------------------------------------------------------------- |
|                  | Point — 30 min 43 s Miller (Koutcherov, Stamkos) — 34 min (SN) Strålman (Hedman) — 58 min 31 s (CV) | 0-1 1-1 2-1 3-1  | Krejčí (McAvoy, Bergeron) — 19 min 12 s (SN) | Arbitrage : Gord Dwyer, Chris Rooney Brian Murphy, Michel Cormier |
| Vassilevski      | Gardiens                                                                                            | Rask             |                                              | Arbitrage : Gord Dwyer, Chris Rooney Brian Murphy, Michel Cormier |
| 8 min            | Pénalités                                                                                           | 8 min            |                                              | Arbitrage : Gord Dwyer, Chris Rooney Brian Murphy, Michel Cormier |
| 22               | Tirs                                                                                                | 28               |                                              | Arbitrage : Gord Dwyer, Chris Rooney Brian Murphy, Michel Cormier |

#### Washington contre Pittsburgh
| 26 avril | Washington | 2-3 (1-0, 0-0, 1-3) | Pittsburgh | Capital One Arena 18 506 spectateurs |

| Feuille de match | Feuille de match                                                                | Feuille de match    | Feuille de match | Feuille de match                                                    |
| ---------------- | ------------------------------------------------------------------------------- | ------------------- | --- | ------------------------------------------------------------------- |
|                  | Kouznetsov (Ovetchkine, Wilson) — 17 s Ovetchkine (Wilson, Orlov) — 40 min 28 s | 1-0 2-0 2-1 2-2 2-3 | Hörnqvist (Schultz, Guentzel) — 42 min 59 s Crosby (Guentzel, Hörnqvist) — 45 min 20 s Guentzel (Crosby) — 47 min 48 s | Arbitrage : Brad Meier, Dan O'Halloran Michel Cormier, Brian Murphy |
| Holtby           | Gardiens                                                                        | Murray              | | Arbitrage : Brad Meier, Dan O'Halloran Michel Cormier, Brian Murphy |
| 4 min            | Pénalités                                                                       | 2 min               | | Arbitrage : Brad Meier, Dan O'Halloran Michel Cormier, Brian Murphy |
| 34               | Tirs                                                                            | 25                  | | Arbitrage : Brad Meier, Dan O'Halloran Michel Cormier, Brian Murphy |

| 29 avril | Washington | 4-1 (2-0, 1-1, 1-0) | Pittsburgh | Capital One Arena 18 506 spectateurs |

| Feuille de match | Feuille de match | Feuille de match    | Feuille de match                        | Feuille de match                                                |
| ---------------- | --- | ------------------- | --------------------------------------- | --------------------------------------------------------------- |
|                  | Ovetchkine — 1 min 26 s Vrána (Eller, Holtby) — 14 min 54 s (SN) Connolly (Eller) — 22 min 8 s Bäckström (Wilson, Eller) — 59 min 53 s (CV) | 1-0 2-0 3-0 3-1 4-1 | Letang (Schultz, Guentzel) — 33 min 4 s | Arbitrage : Chris Rooney, Gord Dwyer Derek Amell, Mark Shewchyk |
| Holtby           | Gardiens | Murray              |                                         | Arbitrage : Chris Rooney, Gord Dwyer Derek Amell, Mark Shewchyk |
| 10 min           | Pénalités | 10 min              |                                         | Arbitrage : Chris Rooney, Gord Dwyer Derek Amell, Mark Shewchyk |
| 32               | Tirs | 33                  |                                         | Arbitrage : Chris Rooney, Gord Dwyer Derek Amell, Mark Shewchyk |

| 1er mai | Pittsburgh | 3-4 (0-0, 3-2, 0-2) | Washington | PPG Paints Arena 18 634 spectateurs |

| Feuille de match | Feuille de match | Feuille de match            | Feuille de match | Feuille de match                                                          |
| ---------------- | --- | --------------------------- | --- | ------------------------------------------------------------------------- |
|                  | Guentzel (Schultz, Crosby) — 24 min 33 s Hörnqvist (Malkine, Kessel) — 26 min 49 s (SN) Crosby (Guentzel, Letang) — 36 min 27 s | 0-1 1-1 2-1 2-2 3-2 3-3 3-4 | Carlson (Bäckström, Ovetchkine) — 2 min 48 s (SN) Stephenson (Oshie, Bäckström) — 31 min 4 s Niskanen (Orlov, Wilson) — 45 min 6 s Ovetchkine (Bäckström) — 58 min 33 s | Arbitrage : Kevin Pollock, Francois StLaurent Greg Devorski, Ryan Gibbons |
| Murray           | Gardiens | Holtby                      | | Arbitrage : Kevin Pollock, Francois StLaurent Greg Devorski, Ryan Gibbons |
| 12 min           | Pénalités | 12 min                      | | Arbitrage : Kevin Pollock, Francois StLaurent Greg Devorski, Ryan Gibbons |
| 22               | Tirs | 22                          | | Arbitrage : Kevin Pollock, Francois StLaurent Greg Devorski, Ryan Gibbons |

| 3 mai | Pittsburgh | 3-1 (0-0, 2-1, 1-0) | Washington | PPG Paints Arena 18 650 spectateurs |

| Feuille de match | Feuille de match | Feuille de match | Feuille de match                                 | Feuille de match                                                        |
| ---------------- | --- | ---------------- | ------------------------------------------------ | ----------------------------------------------------------------------- |
|                  | Guentzel (Simon, Crosby) — 29 min 21 s Malkine (Hörnqvist, Kessel) — 37 min 31 s (SN) Guentzel (Crosby, Letang) — 59 min 2 s (SN + CV) | 1-0 1-1 2-1 3-1  | Oshie (Bäckström, Kouznetsov) — 32 min 55 s (SN) | Arbitrage : Francis Charron, Brad Watson David Brisebois, Brad Kovachik |
| Murray           | Gardiens | Holtby           |                                                  | Arbitrage : Francis Charron, Brad Watson David Brisebois, Brad Kovachik |
| 11 min           | Pénalités | 13 min           |                                                  | Arbitrage : Francis Charron, Brad Watson David Brisebois, Brad Kovachik |
| 24               | Tirs | 21               |                                                  | Arbitrage : Francis Charron, Brad Watson David Brisebois, Brad Kovachik |

| 5 mai | Washington | 6-3 (2-1, 0-2, 4-0) | Pittsburgh | Capital One Arena 18 506 spectateurs |

| Feuille de match | Feuille de match | Feuille de match                    | Feuille de match | Feuille de match                                                  |
| ---------------- | --- | ----------------------------------- | --- | ----------------------------------------------------------------- |
|                  | Carlson (Kouznetsov, Oshie) — 18 min 22 s (SN) Connolly (Vrána, Eller) — 18 min 55 s Kouznetsov (Vrána, Niskanen) — 40 min 52 s Vrána (Ovetchkine, Kouznetsov) — 55 min 22 s Oshie — 58 min 29 s (CV) Eller — 59 min 54 s (CV) | 0-1 1-1 2-1 2-2 2-3 3-3 4-3 5-3 6-3 | Oleksiak (Brassard, Schultz) — 2 min 23 s Crosby (Kessel, Schultz) — 24 min 43 s (SN) Hörnqvist (Malkine, Kessel) — 27 min 45 s (SN) | Arbitrage : Marc Joannette, Wes McCauley Devin Berg, Jonny Murray |
| Holtby           | Gardiens | Murray                              | | Arbitrage : Marc Joannette, Wes McCauley Devin Berg, Jonny Murray |
| 10 min           | Pénalités | 6 min                               | | Arbitrage : Marc Joannette, Wes McCauley Devin Berg, Jonny Murray |
| 32               | Tirs | 39                                  | | Arbitrage : Marc Joannette, Wes McCauley Devin Berg, Jonny Murray |

| 7 mai | Pittsburgh | 1-2 (pr) (0-0, 1-1, 0-0, 0-1) | Washington | PPG Paints Arena 18 621 spectateurs |

| Feuille de match | Feuille de match                        | Feuille de match | Feuille de match                                                                     | Feuille de match                                                          |
| ---------------- | --------------------------------------- | ---------------- | ------------------------------------------------------------------------------------ | ------------------------------------------------------------------------- |
|                  | Letang (Dumoulin, Crosby) — 31 min 52 s | 0-1 1-1 1-2      | Chiasson (Walker, Beagle) — 22 min 13 s Kouznetsov (Ovetchkine, Orlov) — 65 min 27 s | Arbitrage : Eric Furlatt, Kelly Sutherland Scott Cherrey, Matt MacPherson |
| Murray           | Gardiens                                | Holtby           |                                                                                      | Arbitrage : Eric Furlatt, Kelly Sutherland Scott Cherrey, Matt MacPherson |
| 2 min            | Pénalités                               | 2 min            |                                                                                      | Arbitrage : Eric Furlatt, Kelly Sutherland Scott Cherrey, Matt MacPherson |
| 22               | Tirs                                    | 30               |                                                                                      | Arbitrage : Eric Furlatt, Kelly Sutherland Scott Cherrey, Matt MacPherson |

#### Nashville contre Winnipeg
Les deux meilleures équipes de la saison régulière, les Predators de Nashville et les Jets de Winnipeg, toutes deux membres de la division Centrale, s'affrontent en demi-finale de l'association de l'Ouest. Les Predators possèdent la deuxième meilleur défense de la ligue mais ils sont opposés à la deuxième meilleure attaque. Lors de la saison régulière, les deux franchises se sont rencontrées à cinq reprises, Nashville l'emportant trois fois, dont une en prolongation.
| 27 avril | Nashville | 1-4 (0-1, 0-2, 1-1) | Winnipeg | Bridgestone Arena 17 307 spectateurs |

| Feuille de match                   | Feuille de match                    | Feuille de match    | Feuille de match | Feuille de match                                                |
| ---------------------------------- | ----------------------------------- | ------------------- | --- | --------------------------------------------------------------- |
|                                    | Fiala (Turris, Ellis) — 41 min 23 s | 0-1 0-2 0-3 1-3 1-4 | Tanev (Little) — 14 min 51 s Stastny (Laine, Ehlers) — 29 min 1 s Scheifele (Wheeler, Connor) — 37 min 51 s Scheifele (Wheeler) — 59 min 24 s (CV) | Arbitrage : Gord Dwyer, Chris Rooney Mark Shewchyk, Derek Amell |
| Rinne (39 min 55 s) Saros (18 min) | Gardiens                            | Hellebuyck          | | Arbitrage : Gord Dwyer, Chris Rooney Mark Shewchyk, Derek Amell |
| 0 min                              | Pénalités                           | 6 min               | | Arbitrage : Gord Dwyer, Chris Rooney Mark Shewchyk, Derek Amell |
| 48                                 | Tirs                                | 19                  | | Arbitrage : Gord Dwyer, Chris Rooney Mark Shewchyk, Derek Amell |

| 29 avril | Nashville | 5-4 (2 pr) (1-2, 2-0, 1-2, 0-0, 1-0) | Winnipeg | Bridgestone Arena 17 274 spectateurs |

| Feuille de match | Feuille de match | Feuille de match                    | Feuille de match | Feuille de match                                                             |
| ---------------- | --- | ----------------------------------- | --- | ---------------------------------------------------------------------------- |
|                  | Johansen (Forsberg, Subban) — 27 s Subban (Forsberg, Arvidsson) — 25 min 4 s (SN) Arvidsson (Forsberg, Ellis) — 38 min 41 s Johansen (Arvidsson) — 45 min 45 s Fiala (Smith, Turris) — 85 min 37 s | 1-0 1-1 1-2 2-2 3-2 3-3 4-3 4-4 5-4 | Byfuglien (Scheifele) — 12 min 47 s Scheifele (Stastny, Laine) — 13 min 16 s (SN) Tanev (Little) — 45 min 11 s Scheifele (Wheeler, Byfuglien) — 58 min 55 s | Arbitrage : Francois StLaurent, Kevin Pollock Scott Cherrey, Matt MacPherson |
| Rinne            | Gardiens | Hellebuyck                          | | Arbitrage : Francois StLaurent, Kevin Pollock Scott Cherrey, Matt MacPherson |
| 10 min           | Pénalités | 10 min                              | | Arbitrage : Francois StLaurent, Kevin Pollock Scott Cherrey, Matt MacPherson |
| 41               | Tirs | 50                                  | | Arbitrage : Francois StLaurent, Kevin Pollock Scott Cherrey, Matt MacPherson |

| 1er mai | Winnipeg | 7-4 (3-0, 0-4, 1-3) | Nashville | Bell MTS Place 15 321 spectateurs |

| Feuille de match | Feuille de match | Feuille de match                            | Feuille de match | Feuille de match                                                                  |
| ---------------- | --- | ------------------------------------------- | --- | --------------------------------------------------------------------------------- |
|                  | Stastny (Trouba) — 22 min 38 s Byfuglien (Little, Myers) — 25 min 11 s Trouba (Wheeler, Stastny) — 25 min 29 s Byfuglien (Laine, Stastny) — 39 min 15 s Wheeler (Scheifele, Byfuglien) — 55 min 1 s (SN) Wheeler (Scheifele) — 59 min 9 s (CV) Tanev (Lowry) — 59 min 29 s (CV) | 0-1 0-2 0-3 1-3 2-3 3-3 4-3 4-4 5-4 6-4 7-4 | Fisher (Hartman, Ekholm) — 4 min 53 s Subban (Forsberg, Johansen) — 10 min 6 s (SN) Watson (Ekholm) — 17 min 35 s Forsberg (Johansen, Subban) — 47 min 40 s (SN) | Arbitrage : Brad Watson, Francis Charron, Gord Dwyer Michel Cormier, Brian Murphy |
| Hellebuyck       | Gardiens | Rinne                                       | | Arbitrage : Brad Watson, Francis Charron, Gord Dwyer Michel Cormier, Brian Murphy |
| 15 min           | Pénalités | 17 min                                      | | Arbitrage : Brad Watson, Francis Charron, Gord Dwyer Michel Cormier, Brian Murphy |
| 45               | Tirs | 30                                          | | Arbitrage : Brad Watson, Francis Charron, Gord Dwyer Michel Cormier, Brian Murphy |

| 3 mai | Winnipeg | 1-2 (0-1, 0-1, 1-0) | Nashville | Bell MTS Place 15 321 spectateurs |

| Feuille de match | Feuille de match                  | Feuille de match | Feuille de match                                                     | Feuille de match                                                                        |
| ---------------- | --------------------------------- | ---------------- | -------------------------------------------------------------------- | --------------------------------------------------------------------------------------- |
|                  | Laine (Stastny) — 59 min 9 s (SN) | 0-1 0-2 1-2      | Hartman — 17 min 20 s Subban (Forsberg, Johansen) — 34 min 36 s (SN) | Arbitrage : Kelly Sutherland, Eric Furlatt, Brian Pochmara Michel Cormier, Brian Murphy |
| Hellebuyck       | Gardiens                          | Rinne            |                                                                      | Arbitrage : Kelly Sutherland, Eric Furlatt, Brian Pochmara Michel Cormier, Brian Murphy |
| 6 min            | Pénalités                         | 6 min            |                                                                      | Arbitrage : Kelly Sutherland, Eric Furlatt, Brian Pochmara Michel Cormier, Brian Murphy |
| 33               | Tirs                              | 29               |                                                                      | Arbitrage : Kelly Sutherland, Eric Furlatt, Brian Pochmara Michel Cormier, Brian Murphy |

| 5 mai | Nashville | 2-6 (0-0, 2-4, 0-2) | Winnipeg | Bridgestone Arena 17 513 spectateurs |

| Feuille de match                        | Feuille de match                               | Feuille de match                | Feuille de match | Feuille de match                                                   |
| --------------------------------------- | ---------------------------------------------- | ------------------------------- | --- | ------------------------------------------------------------------ |
|                                         | Weber — 31 min 8 s Johansen — 37 min 59 s (IN) | 0-1 1-1 1-2 1-3 1-4 2-4 2-5 2-6 | Stastny (Laine, Ehlers) — 27 min 44 s Connor (Wheeler, Scheifele) — 32 min 30 s Byfuglien (Tanev, Lowry) — 34 min 35 s Connor (Wheeler, Byfuglien) — 37 min 1 s Scheifele (Connor, Wheeler) — 40 min 28 s Perreault (Ehlers) — 46 min 23 s (SN) | Arbitrage : Brad Meier, Dan O'Halloran Greg Devorski, Ryan Gibbons |
| Rinne (46 min 23 s) Saros (13 min 37 s) | Gardiens                                       | Hellebuyck                      | | Arbitrage : Brad Meier, Dan O'Halloran Greg Devorski, Ryan Gibbons |
| 6 min                                   | Pénalités                                      | 2 min                           | | Arbitrage : Brad Meier, Dan O'Halloran Greg Devorski, Ryan Gibbons |
| 40                                      | Tirs                                           | 32                              | | Arbitrage : Brad Meier, Dan O'Halloran Greg Devorski, Ryan Gibbons |

| 7 mai | Winnipeg | 0-4 (0-1, 0-1, 0-2) | Nashville | Bell MTS Place 15 321 spectateurs |

| Feuille de match | Feuille de match | Feuille de match | Feuille de match | Feuille de match                                                                               |
| ---------------- | ---------------- | ---------------- | --- | ---------------------------------------------------------------------------------------------- |
|                  |                  | 0-1 0-2 0-3 0-4  | Arvidsson (Josi, Johansen) — 1 min 2 s Forsberg (Smith, Johansen) — 28 min 16 s Forsberg (Arvidsson, Josi) — 45 min 55 s Arvidsson (Forsberg) — 55 min 57 s (CV) | Arbitrage : Marc Joannette, Wes McCauley, Brian Pochmara Devin Berg, Jonny Murray, Trent Knorr |
| Hellebuyck       | Gardiens         | Rinne            | | Arbitrage : Marc Joannette, Wes McCauley, Brian Pochmara Devin Berg, Jonny Murray, Trent Knorr |
| 2 min            | Pénalités        | 8 min            | | Arbitrage : Marc Joannette, Wes McCauley, Brian Pochmara Devin Berg, Jonny Murray, Trent Knorr |
| 34               | Tirs             | 29               | | Arbitrage : Marc Joannette, Wes McCauley, Brian Pochmara Devin Berg, Jonny Murray, Trent Knorr |

| 10 mai | Nashville | 1-5 (1-2, 0-1, 0-2) | Winnipeg | Bridgestone Arena 17 523 spectateurs |

| Feuille de match                        | Feuille de match                               | Feuille de match        | Feuille de match | Feuille de match                                                  |
| --------------------------------------- | ---------------------------------------------- | ----------------------- | --- | ----------------------------------------------------------------- |
|                                         | Subban (Johansen, Forsberg) — 15 min 54 s (SN) | 0-1 0-2 1-2 1-3 1-4 1-5 | Myers (Ehlers, Stastny) — 8 min 41 s Stastny (Tanev, Chiarot) — 10 min 47 s Scheifele (Wheeler, Connor) — 37 min 50 s Stastny (Laine, Byfuglien) — 51 min 59 s (SN) Scheifele (Connor, Wheeler) — 57 min 27 s (CV) | Arbitrage : Brad Meier, Dan O'Halloran Derek Amell, Greg Devorski |
| Rinne (10 min 31 s) Saros (48 min 29 s) | Gardiens                                       | Hellebuyck              | | Arbitrage : Brad Meier, Dan O'Halloran Derek Amell, Greg Devorski |
| 2 min                                   | Pénalités                                      | 6 min                   | | Arbitrage : Brad Meier, Dan O'Halloran Derek Amell, Greg Devorski |
| 37                                      | Tirs                                           | 24                      | | Arbitrage : Brad Meier, Dan O'Halloran Derek Amell, Greg Devorski |

#### Las Vegas contre San José
Pour la huitième fois seulement de l'histoire des séries de la LNH, deux équipes se rencontrent après avoir toutes deux battu leur adversaire du tour précédent sans perdre un seul match. Les deux franchises peuvent compter sur leurs gardiens, Marc-André Fleury et Martin Jones, qui ont terminé le premier tour respectivement avec 97,7 et 97 % d'arrêt. Grâce à leur meilleur classement en saison régulière, les Golden Knights ont l'avantage de la glace et reçoivent les Sharks lors des deux premières rencontres. Pendant la saison régulière, les Golden Knights ont battu les Sharks lors des deux matchs joués à domicile et les deux franchises ont remporté un match chacune à San José.
| 26 avril | Las Vegas | 7-0 (4-0, 1-0, 2-0) | San José | T-Mobile Arena 18 444 spectateurs |

| Feuille de match | Feuille de match | Feuille de match                       | Feuille de match | Feuille de match                                                                    |
| ---------------- | --- | -------------------------------------- | ---------------- | ----------------------------------------------------------------------------------- |
|                  | Eakin (McNabb, Perron) — 4 min 31 s Haula (Tuch, Neal) — 4 min 57 s Marchessault (Smith, Karlsson) — 6 min 2 s Tuch (Karlsson, Smith) — 11 min 43 s (SN) Theodore (Smith, Marchessault) — 23 min 28 s Miller (Karlsson, Marchessault) — 44 min 32 s (SN) Neal (Perron, Haula) — 48 min 9 s | 1-0 2-0 3-0 4-0 5-0 6-0 7-0            |                  | Arbitrage : Francis Charron, Brad Watson, Trevor Hanson Greg Devorski, Ryan Gibbons |
| Fleury           | Gardiens | Jones (23 min 26 s) Dell (36 min 18 s) |                  | Arbitrage : Francis Charron, Brad Watson, Trevor Hanson Greg Devorski, Ryan Gibbons |
| 10 min           | Pénalités | 31 min                                 |                  | Arbitrage : Francis Charron, Brad Watson, Trevor Hanson Greg Devorski, Ryan Gibbons |
| 34               | Tirs | 33                                     |                  | Arbitrage : Francis Charron, Brad Watson, Trevor Hanson Greg Devorski, Ryan Gibbons |

| 28 avril | Las Vegas | 3-4 (2 pr) (1-0, 1-3, 1-0, 0-0, 0-1) | San José | T-Mobile Arena 18 671 spectateurs |

| Feuille de match | Feuille de match                                                                                                | Feuille de match            | Feuille de match | Feuille de match                                                                   |
| ---------------- | --- | --------------------------- | --- | ---------------------------------------------------------------------------------- |
|                  | Karlsson (Miller, Schmidt) — 17 min 59 s Karlsson (Smith) — 20 min 26 s Schmidt (Theodore, Haula) — 53 min 28 s | 1-0 2-0 2-1 2-2 2-3 3-3 3-4 | Burns (Pavelski) — 22 min (SN) Couture (Hertl) — 31 min 8 s Burns (Meier, Pavelski) — 34 min 7 s Couture (Labanc, Burns) — 85 min 13 s (SN) | Arbitrage : Eric Furlatt, Kelly Sutherland, Trevor Hanson Devin Berg, Jonny Murray |
| Fleury           | Gardiens | Jones                       | | Arbitrage : Eric Furlatt, Kelly Sutherland, Trevor Hanson Devin Berg, Jonny Murray |
| 22 min           | Pénalités | 12 min                      | | Arbitrage : Eric Furlatt, Kelly Sutherland, Trevor Hanson Devin Berg, Jonny Murray |
| 29               | Tirs | 47                          | | Arbitrage : Eric Furlatt, Kelly Sutherland, Trevor Hanson Devin Berg, Jonny Murray |

| 30 avril | San José | 3-4 (pr) (0-0, 1-3, 2-0, 0-1) | Las Vegas | SAP Center at San Jose 17 562 spectateurs |

| Feuille de match | Feuille de match                                                                                                 | Feuille de match            | Feuille de match | Feuille de match                                                  |
| ---------------- | --- | --------------------------- | --- | ----------------------------------------------------------------- |
|                  | Meier (Tierney, Bødker) — 26 min 59 s (SN) Kane (Burns, DeMelo) — 47 min 49 s Hertl (Braun, Labanc) — 58 min 3 s | 1-0 1-1 1-2 1-3 2-3 3-3 3-4 | Miller (Neal, Perron) — 29 min 40 s (SN) Marchessault (Tuch, Smith) — 33 min 9 s (SN) Smith (Karlsson, Marchessault) — 34 min 26 s Karlsson (Neal, Marchessault) — 68 min 17 s | Arbitrage : Marc Joannette, Wes McCauley Devin Berg, Jonny Murray |
| Jones            | Gardiens | Fleury                      | | Arbitrage : Marc Joannette, Wes McCauley Devin Berg, Jonny Murray |
| 12 min           | Pénalités | 8 min                       | | Arbitrage : Marc Joannette, Wes McCauley Devin Berg, Jonny Murray |
| 42               | Tirs | 33                          | | Arbitrage : Marc Joannette, Wes McCauley Devin Berg, Jonny Murray |

| 2 mai | San José | 4-0 (2-0, 1-0, 1-0) | Las Vegas | SAP Center at San Jose 17 562 spectateurs |

| Feuille de match | Feuille de match | Feuille de match | Feuille de match | Feuille de match                                                      |
| ---------------- | --- | ---------------- | ---------------- | --------------------------------------------------------------------- |
|                  | Sörensen (Fehr, Dillon) — 15 min 37 s Donskoi (Dillon) — 19 min 54 s Hertl (Bødker, Couture) — 25 min 35 s Pavelski (Couture, Burns) — 31 min 43 s (SN) | 1-0 2-0 3-0 4-0  |                  | Arbitrage : Dan O'Halloran, Brad Meier Scott Cherrey, Matt MacPherson |
| Jones            | Gardiens | Fleury           |                  | Arbitrage : Dan O'Halloran, Brad Meier Scott Cherrey, Matt MacPherson |
| 10 min           | Pénalités | 22 min           |                  | Arbitrage : Dan O'Halloran, Brad Meier Scott Cherrey, Matt MacPherson |
| 34               | Tirs | 34               |                  | Arbitrage : Dan O'Halloran, Brad Meier Scott Cherrey, Matt MacPherson |

| 4 mai | Las Vegas | 5-3 (1-0, 2-0, 2-3) | San José | T-Mobile Arena 18 693 spectateurs |

| Feuille de match | Feuille de match | Feuille de match                       | Feuille de match                                                                                                | Feuille de match                                                                   |
| ---------------- | --- | -------------------------------------- | --- | ---------------------------------------------------------------------------------- |
|                  | Neal (Theodore, Perron) — 19 min 57 s Tuch (Smith, Marchessault) — 24 min 52 s (SN) Haula (Perron, Carpenter) — 28 min 59 s Tuch (Eakin, Lindberg) — 48 min 36 s Marchessault — 58 min 39 s (CV) | 1-0 2-0 3-0 4-0 4-1 4-2 4-3 5-3        | Labanc (Couture, Hertl) — 49 min 35 s (SN) Hertl (Bødker, Couture) — 51 min 44 s Bødker (Couture) — 55 min 44 s | Arbitrage : Chris Rooney, Gord Dwyer, Trevor Hanson Matt MacPherson, Scott Cherrey |
| Fleury           | Gardiens | Jones (48 min 33 s) Dell (10 min 24 s) | | Arbitrage : Chris Rooney, Gord Dwyer, Trevor Hanson Matt MacPherson, Scott Cherrey |
| 18 min           | Pénalités | 20 min                                 | | Arbitrage : Chris Rooney, Gord Dwyer, Trevor Hanson Matt MacPherson, Scott Cherrey |
| 39               | Tirs | 30                                     | | Arbitrage : Chris Rooney, Gord Dwyer, Trevor Hanson Matt MacPherson, Scott Cherrey |

| 6 mai | San José | 0-3 (0-0, 0-2, 0-1) | Las Vegas | SAP Center at San Jose 17 562 spectateurs |

| Feuille de match | Feuille de match | Feuille de match | Feuille de match | Feuille de match                                                       |
| ---------------- | ---------------- | ---------------- | --- | ---------------------------------------------------------------------- |
|                  |                  | 0-1 0-2 0-3      | Marchessault (Smith, Karlsson) — 26 min 33 s Schmidt (Haula, Perron) — 35 min 38 s Eakin (Carpenter, Schmidt) — 58 min 9 s (CV) | Arbitrage : Kevin Pollock, Brad Watson David Brisebois, Kiel Murchison |
| Jones            | Gardiens         | Fleury           | | Arbitrage : Kevin Pollock, Brad Watson David Brisebois, Kiel Murchison |
| 2 min            | Pénalités        | 4 min            | | Arbitrage : Kevin Pollock, Brad Watson David Brisebois, Kiel Murchison |
| 28               | Tirs             | 33               | | Arbitrage : Kevin Pollock, Brad Watson David Brisebois, Kiel Murchison |

### Finales d'association

#### Tampa Bay contre Washington
| 11 mai | Tampa Bay | 2-4 (0-2, 0-2, 2-0) | Washington | Amalie Arena 19 092 spectateurs |

| Feuille de match                            | Feuille de match                                                                       | Feuille de match        | Feuille de match | Feuille de match                                                       |
| ------------------------------------------- | -------------------------------------------------------------------------------------- | ----------------------- | --- | ---------------------------------------------------------------------- |
|                                             | Stamkos (Koutcherov, Hedman) — 43 min 45 s (SN) Palát (Johnson, Strålman) — 53 min 3 s | 0-1 0-2 0-3 0-4 1-4 2-4 | Kempný (Kouznetsov, Carlson) — 7 min 28 s Ovetchkine (Kouznetsov, Oshie) — 19 min 54 s (SN) Beagle (Connolly, Orlov) — 22 min 40 s Eller (Oshie, Ovetchkine) — 26 min 4 s (SN) | Arbitrage : Wes McCauley, Marc Joannette Matt MacPherson, Jonny Murray |
| Vassilevski (40 min) Domingue (18 min 25 s) | Gardiens                                                                               | Holtby                  | | Arbitrage : Wes McCauley, Marc Joannette Matt MacPherson, Jonny Murray |
| 8 min                                       | Pénalités                                                                              | 6 min                   | | Arbitrage : Wes McCauley, Marc Joannette Matt MacPherson, Jonny Murray |
| 21                                          | Tirs                                                                                   | 32                      | | Arbitrage : Wes McCauley, Marc Joannette Matt MacPherson, Jonny Murray |

| 13 mai | Tampa Bay | 2-6 (2-1, 0-3, 0-2) | Washington | Amalie Arena 19 092 spectateurs |

| Feuille de match | Feuille de match                                                                        | Feuille de match                | Feuille de match | Feuille de match                                                   |
| ---------------- | --------------------------------------------------------------------------------------- | ------------------------------- | --- | ------------------------------------------------------------------ |
|                  | Point (Stamkos, Hedman) — 7 min 8 s (SN) Stamkos (Koutcherov, Point) — 10 min 22 s (SN) | 0-1 1-1 2-1 2-2 2-3 2-4 2-5 2-6 | Wilson (Niskanen, Kouznetsov) — 28 s Smith-Pelly (Chiasson, Carlson) — 22 min 50 s Eller (Vrána) — 38 min 58 s Kouznetsov (Ovetchkine, Eller) — 39 min 57 s (SN) Ovetchkine (Kouznetsov, Wilson) — 43 min 34 s Connolly (Eller, Carlson) — 52 min 57 s | Arbitrage : Brad Meier, Dan O'Halloran Greg Devorski, Ryan Gibbons |
| Vassilevski      | Gardiens                                                                                | Holtby                          | | Arbitrage : Brad Meier, Dan O'Halloran Greg Devorski, Ryan Gibbons |
| 12 min           | Pénalités                                                                               | 14 min                          | | Arbitrage : Brad Meier, Dan O'Halloran Greg Devorski, Ryan Gibbons |
| 35               | Tirs                                                                                    | 37                              | | Arbitrage : Brad Meier, Dan O'Halloran Greg Devorski, Ryan Gibbons |

| 15 mai | Washington | 2-4 (0-1, 1-3, 1-0) | Tampa Bay | Capital One Arena 18 506 spectateurs |

| Feuille de match | Feuille de match                                                                      | Feuille de match        | Feuille de match | Feuille de match                                                      |
| ---------------- | ------------------------------------------------------------------------------------- | ----------------------- | --- | --------------------------------------------------------------------- |
|                  | Connolly (Stephenson, Niskanen) — 30 min 31 s Kouznetsov (Oshie, Eller) — 56 min 58 s | 0-1 0-2 0-3 1-3 1-4 2-4 | Stamkos (Hedman, Point) — 13 min 53 s (SN) Koutcherov (Hedman, Stamkos) — 21 min 50 s (SN) Hedman (Koutcherov, Palát) — 23 min 37 s Point (Johnson, Coburn) — 36 min 3 s | Arbitrage : Kelly Sutherland, Eric Furlatt Derek Amell, Scott Cherrey |
| Holtby           | Gardiens                                                                              | Vassilevski             | | Arbitrage : Kelly Sutherland, Eric Furlatt Derek Amell, Scott Cherrey |
| 12 min           | Pénalités                                                                             | 8 min                   | | Arbitrage : Kelly Sutherland, Eric Furlatt Derek Amell, Scott Cherrey |
| 38               | Tirs                                                                                  | 23                      | | Arbitrage : Kelly Sutherland, Eric Furlatt Derek Amell, Scott Cherrey |

| 17 mai | Washington | 2-4 (1-2, 1-0, 0-2) | Tampa Bay | Capital One Arena 18 506 spectateurs |

| Feuille de match | Feuille de match                                                                   | Feuille de match        | Feuille de match | Feuille de match                                                  |
| ---------------- | ---------------------------------------------------------------------------------- | ----------------------- | --- | ----------------------------------------------------------------- |
|                  | Orlov (Oshie, Niskanen) — 4 min 28 s Kouznetsov (Ovetchkine, Wilson) — 25 min 18 s | 1-0 1-1 1-2 2-2 2-3 2-4 | Point (Gourde, Johnson) — 5 min 38 s Stamkos (Point, Miller) — 8 min 32 s (SN) Killorn (Palát, Sergatchiov) — 51 min 57 s Cirelli — 59 min 58 s (CV) | Arbitrage : Chris Rooney, Gord Dwyer Michel Cormier, Brian Murphy |
| Holtby           | Gardiens                                                                           | Vassilevski             | | Arbitrage : Chris Rooney, Gord Dwyer Michel Cormier, Brian Murphy |
| 4 min            | Pénalités                                                                          | 8 min                   | | Arbitrage : Chris Rooney, Gord Dwyer Michel Cormier, Brian Murphy |
| 38               | Tirs                                                                               | 20                      | | Arbitrage : Chris Rooney, Gord Dwyer Michel Cormier, Brian Murphy |

| 19 mai | Tampa Bay | 3-2 (2-0, 1-1, 0-1) | Washington | Amalie Arena 19 092 spectateurs |

| Feuille de match | Feuille de match                                                                                    | Feuille de match    | Feuille de match                                                                     | Feuille de match                                                       |
| ---------------- | --------------------------------------------------------------------------------------------------- | ------------------- | ------------------------------------------------------------------------------------ | ---------------------------------------------------------------------- |
|                  | Paquette (Callahan) — 19 s Palát (Koutcherov) — 9 min 4 s Callahan (Strålman, Kunitz) — 20 min 33 s | 1-0 2-0 3-0 3-1 3-2 | Kouznetsov (Niskanen, Oshie) — 44 min 21 s Ovetchkine (Carlson, Eller) — 58 min 24 s | Arbitrage : Marc Joannette, Wes McCauley Jonny Murray, Matt MacPherson |
| Vassilevski      | Gardiens                                                                                            | Holtby              |                                                                                      | Arbitrage : Marc Joannette, Wes McCauley Jonny Murray, Matt MacPherson |
| 0 min            | Pénalités                                                                                           | 2 min               |                                                                                      | Arbitrage : Marc Joannette, Wes McCauley Jonny Murray, Matt MacPherson |
| 22               | Tirs                                                                                                | 30                  |                                                                                      | Arbitrage : Marc Joannette, Wes McCauley Jonny Murray, Matt MacPherson |

| 21 mai | Washington | 3-0 (0-0, 1-0, 2-0) | Tampa Bay | Capital One Arena 18 506 spectateurs |

| Feuille de match | Feuille de match | Feuille de match | Feuille de match | Feuille de match                                                   |
| ---------------- | --- | ---------------- | ---------------- | ------------------------------------------------------------------ |
|                  | Oshie (Bäckström, Kouznetsov) — 35 min 12 s (SN) Smith-Pelly (Stephenson, Beagle) — 50 min 2 s Oshie (Bäckström) — 59 min 10 s (CV) | 1-0 2-0 3-0      |                  | Arbitrage : Brad Meier, Dan O'Halloran Ryan Gibbons, Greg Devorski |
| Holtby           | Gardiens | Vassilevski      |                  | Arbitrage : Brad Meier, Dan O'Halloran Ryan Gibbons, Greg Devorski |
| 9 min            | Pénalités | 7 min            |                  | Arbitrage : Brad Meier, Dan O'Halloran Ryan Gibbons, Greg Devorski |
| 34               | Tirs | 24               |                  | Arbitrage : Brad Meier, Dan O'Halloran Ryan Gibbons, Greg Devorski |

| 23 mai | Tampa Bay | 0-4 (0-1, 0-2, 0-1) | Washington | Amalie Arena 19 092 spectateurs |

| Feuille de match | Feuille de match | Feuille de match | Feuille de match | Feuille de match                                                     |
| ---------------- | ---------------- | ---------------- | --- | -------------------------------------------------------------------- |
|                  |                  | 0-1 0-2 0-3 0-4  | Ovetchkine (Kouznetsov, Wilson) — 1 min 2 s Burakovsky — 28 min 59 s Burakovsky (Carlson) — 36 min 31 s Bäckström — 56 min 17 s (CV) | Arbitrage : Wes McCauley, Kelly Sutherland Derek Amell, Jonny Murray |
| Holtby           | Gardiens         | Vassilevski      | | Arbitrage : Wes McCauley, Kelly Sutherland Derek Amell, Jonny Murray |
| 11 min           | Pénalités        | 9 min            | | Arbitrage : Wes McCauley, Kelly Sutherland Derek Amell, Jonny Murray |
| 29               | Tirs             | 23               | | Arbitrage : Wes McCauley, Kelly Sutherland Derek Amell, Jonny Murray |

#### Winnipeg contre Las Vegas
| 12 mai | Winnipeg | 4-2 (3-1, 1-1, 0-0) | Las Vegas | Bell MTS Place 15 321 spectateurs |

| Feuille de match | Feuille de match | Feuille de match        | Feuille de match                                                                               | Feuille de match                                                                                    |
| ---------------- | --- | ----------------------- | ---------------------------------------------------------------------------------------------- | --------------------------------------------------------------------------------------------------- |
|                  | Byfuglien (Scheifele, Wheeler) — 1 min 5 s Laine (Wheeler, Stastny) — 6 min 49 s (SN) Armia (Chiarot) — 7 min 35 s Scheifele (Byfuglien, Wheeler) — 29 min 54 s (SN) | 1-0 2-0 3-0 3-1 4-1 4-2 | McNabb (Marchessault, Smith) — 8 min 10 s Karlsson (Marchessault, Theodore) — 35 min 55 s (SN) | Arbitrage : Eric Furlatt, Kelly Sutherland, Chris Rooney Scott Cherrey, Derek Amell, Michel Cormier |
| Hellebuyck       | Gardiens | Fleury                  |                                                                                                | Arbitrage : Eric Furlatt, Kelly Sutherland, Chris Rooney Scott Cherrey, Derek Amell, Michel Cormier |
| 8 min            | Pénalités | 12 min                  |                                                                                                | Arbitrage : Eric Furlatt, Kelly Sutherland, Chris Rooney Scott Cherrey, Derek Amell, Michel Cormier |
| 26               | Tirs | 21                      |                                                                                                | Arbitrage : Eric Furlatt, Kelly Sutherland, Chris Rooney Scott Cherrey, Derek Amell, Michel Cormier |

| 14 mai | Winnipeg | 1-3 (0-2, 0-0, 1-1) | Las Vegas | Bell MTS Place 15 321 spectateurs |

| Feuille de match | Feuille de match                          | Feuille de match | Feuille de match | Feuille de match                                                                                 |
| ---------------- | ----------------------------------------- | ---------------- | --- | ------------------------------------------------------------------------------------------------ |
|                  | Connor (Ehlers, Myers) — 47 min 17 s (SN) | 0-1 0-2 1-2 1-3  | Tatar (Theodore, Carpenter) — 13 min 23 s Marchessault (Smith) — 17 min 22 s Marchessault (Smith, Karlsson) — 48 min 45 s | Arbitrage : Chris Rooney, Gord Dwyer, Wes McCauley Brian Murphy, Michel Cormier, Matt MacPherson |
| Hellebuyck       | Gardiens                                  | Fleury           | | Arbitrage : Chris Rooney, Gord Dwyer, Wes McCauley Brian Murphy, Michel Cormier, Matt MacPherson |
| 6 min            | Pénalités                                 | 8 min            | | Arbitrage : Chris Rooney, Gord Dwyer, Wes McCauley Brian Murphy, Michel Cormier, Matt MacPherson |
| 31               | Tirs                                      | 28               | | Arbitrage : Chris Rooney, Gord Dwyer, Wes McCauley Brian Murphy, Michel Cormier, Matt MacPherson |

| 16 mai | Las Vegas | 4-2 (1-0, 2-1, 1-1) | Winnipeg | T-Mobile Arena 18 477 spectateurs |

| Feuille de match | Feuille de match | Feuille de match        | Feuille de match                                                            | Feuille de match                                                                                 |
| ---------------- | --- | ----------------------- | --------------------------------------------------------------------------- | ------------------------------------------------------------------------------------------------ |
|                  | Marchessault (McNabb) — 35 s Neal (Haula) — 25 min 40 s Tuch (Neal, Schmidt) — 28 min 13 s Marchessault (McNabb, Fleury) — 59 min 57 s (CV) | 1-0 1-1 2-1 3-1 3-2 4-2 | Scheifele (Wheeler) — 25 min 28 s Scheifele (Connor, Wheeler) — 40 min 18 s | Arbitrage : Marc Joannette, Wes McCauley, Brad Meier Matt MacPherson, Jonny Murray, Ryan Gibbons |
| Fleury           | Gardiens | Hellebuyck              |                                                                             | Arbitrage : Marc Joannette, Wes McCauley, Brad Meier Matt MacPherson, Jonny Murray, Ryan Gibbons |
| 18 min           | Pénalités | 22 min                  |                                                                             | Arbitrage : Marc Joannette, Wes McCauley, Brad Meier Matt MacPherson, Jonny Murray, Ryan Gibbons |
| 30               | Tirs | 35                      |                                                                             | Arbitrage : Marc Joannette, Wes McCauley, Brad Meier Matt MacPherson, Jonny Murray, Ryan Gibbons |

| 18 mai | Las Vegas | 3-2 (1-0, 1-1, 1-1) | Winnipeg | T-Mobile Arena 18 697 spectateurs |

| Feuille de match | Feuille de match                                                                                           | Feuille de match    | Feuille de match                                                             | Feuille de match                                                                                |
| ---------------- | --- | ------------------- | ---------------------------------------------------------------------------- | ----------------------------------------------------------------------------------------------- |
|                  | Karlsson (Marchessault, Smith) — 2 min 25 s (SN) Nosek (Bellemare, Sbisa) — 30 min 12 s Smith — 53 min 2 s | 1-0 1-1 2-1 2-2 3-2 | Laine (Byfuglien, Wheeler) — 29 min 29 s (SN) Myers (Roslovic) — 45 min 34 s | Arbitrage : Brad Meier, Dan O'Halloran, Eric Furlatt Greg Devorski, Ryan Gibbons, Scott Cherrey |
| Fleury           | Gardiens                                                                                                   | Hellebuyck          |                                                                              | Arbitrage : Brad Meier, Dan O'Halloran, Eric Furlatt Greg Devorski, Ryan Gibbons, Scott Cherrey |
| 8 min            | Pénalités                                                                                                  | 4 min               |                                                                              | Arbitrage : Brad Meier, Dan O'Halloran, Eric Furlatt Greg Devorski, Ryan Gibbons, Scott Cherrey |
| 29               | Tirs | 37                  |                                                                              | Arbitrage : Brad Meier, Dan O'Halloran, Eric Furlatt Greg Devorski, Ryan Gibbons, Scott Cherrey |

| 20 mai | Winnipeg | 1-2 (1-1, 0-1, 0-0) | Las Vegas | Bell MTS Place 15 321 spectateurs |

| Feuille de match | Feuille de match                 | Feuille de match | Feuille de match                                                  | Feuille de match                                                                              |
| ---------------- | -------------------------------- | ---------------- | ----------------------------------------------------------------- | --------------------------------------------------------------------------------------------- |
|                  | Morrissey (Little) — 17 min 14 s | 0-1 1-1 1-2      | Tuch (Carpenter) — 5 min 11 s Reaves (Sbisa, Nosek) — 33 min 21 s | Arbitrage : Eric Furlatt, Kelly Sutherland, Gord Dwyer Scott Cherrey, Derek Amell, Devin Berg |
| Hellebuyck       | Gardiens                         | Fleury           |                                                                   | Arbitrage : Eric Furlatt, Kelly Sutherland, Gord Dwyer Scott Cherrey, Derek Amell, Devin Berg |
| 4 min            | Pénalités                        | 8 min            |                                                                   | Arbitrage : Eric Furlatt, Kelly Sutherland, Gord Dwyer Scott Cherrey, Derek Amell, Devin Berg |
| 32               | Tirs                             | 32               |                                                                   | Arbitrage : Eric Furlatt, Kelly Sutherland, Gord Dwyer Scott Cherrey, Derek Amell, Devin Berg |

### Finale de la Coupe Stanley
| 28 mai | Las Vegas | 6-4 (2-2, 1-1, 3-1) | Washington | T-Mobile Arena 18 575 spectateurs |

| Feuille de match | Feuille de match | Feuille de match                        | Feuille de match | Feuille de match                                                                                    |
| ---------------- | --- | --------------------------------------- | --- | --------------------------------------------------------------------------------------------------- |
|                  | Miller (Haula) — 7 min 15 s (SN) Karlsson (Smith, Engelland) — 18 min 19 s Smith (Engelland, Marchessault) — 23 min 21 s Reaves — 42 min 41 s Nosek (Theodore, Bellemare) — 49 min 44 s Nosek (Perron) — 59 min 57 s (CV) | 1-0 1-1 1-2 2-2 3-2 3-3 3-4 4-4 5-4 6-4 | Connolly (Kempný, Burakovsky) — 14 min 41 s Bäckström (Oshie, Vrána) — 15 min 23 s Carlson (Oshie, Bäckström) — 28 min 29 s Wilson (Ovetchkine, Kouznetsov) — 41 min 10 s | Arbitrage : Marc Joannette, Wes McCauley, Chris Rooney Matt MacPherson, Jonny Murray, Greg Devorski |
| Fleury           | Gardiens | Holtby                                  | | Arbitrage : Marc Joannette, Wes McCauley, Chris Rooney Matt MacPherson, Jonny Murray, Greg Devorski |
| 4 min            | Pénalités | 4 min                                   | | Arbitrage : Marc Joannette, Wes McCauley, Chris Rooney Matt MacPherson, Jonny Murray, Greg Devorski |
| 34               | Tirs | 28                                      | | Arbitrage : Marc Joannette, Wes McCauley, Chris Rooney Matt MacPherson, Jonny Murray, Greg Devorski |

| 30 mai | Las Vegas | 2-3 (1-1, 1-2, 0-0) | Washington | T-Mobile Arena 18 702 spectateurs |

| Feuille de match | Feuille de match                                                                | Feuille de match    | Feuille de match | Feuille de match                                                                                       |
| ---------------- | ------------------------------------------------------------------------------- | ------------------- | --- | --- |
|                  | Neal (Sbisa, Miller) — 7 min 58 s Theodore (Smith, Karlsson) — 37 min 47 s (SN) | 1-0 1-1 1-2 1-3 2-3 | Eller (Kempný, Burakovsky) — 17 min 27 s Ovetchkine (Eller, Bäckström) — 25 min 38 s (SN) Orpik (Eller, Burakovsky) — 29 min 41 s | Arbitrage : Chris Rooney, Kelly Sutherland, Marc Joannette Derek Amell, Greg Devorski, Matt MacPherson |
| Fleury           | Gardiens                                                                        | Holtby              | | Arbitrage : Chris Rooney, Kelly Sutherland, Marc Joannette Derek Amell, Greg Devorski, Matt MacPherson |
| 23 min           | Pénalités                                                                       | 14 min              | | Arbitrage : Chris Rooney, Kelly Sutherland, Marc Joannette Derek Amell, Greg Devorski, Matt MacPherson |
| 39               | Tirs                                                                            | 26                  | | Arbitrage : Chris Rooney, Kelly Sutherland, Marc Joannette Derek Amell, Greg Devorski, Matt MacPherson |

| 2 juin | Washington | 3-1 (0-0, 2-0, 1-1) | Las Vegas | Capital One Arena 18 506 spectateurs |

| Feuille de match | Feuille de match | Feuille de match | Feuille de match                | Feuille de match                                                       |
| ---------------- | --- | ---------------- | ------------------------------- | ---------------------------------------------------------------------- |
|                  | Ovetchkine (Carlson, Kouznetsov) — 21 min 10 s Kouznetsov (Beagle, Oshie) — 32 min 50 s Smith-Pelly (Beagle) — 53 min 53 s | 1-0 2-0 2-1 3-1  | Nosek (Bellemare) — 43 min 29 s | Arbitrage : Marc Joannette, Wes McCauley Jonny Murray, Matt MacPherson |
| Holtby           | Gardiens | Fleury           |                                 | Arbitrage : Marc Joannette, Wes McCauley Jonny Murray, Matt MacPherson |
| 4 min            | Pénalités | 8 min            |                                 | Arbitrage : Marc Joannette, Wes McCauley Jonny Murray, Matt MacPherson |
| 26               | Tirs | 22               |                                 | Arbitrage : Marc Joannette, Wes McCauley Jonny Murray, Matt MacPherson |

| 4 juin | Washington | 6-2 (3-0, 1-0, 2-2) | Las Vegas | Capital One Arena 18 506 spectateurs |

| Feuille de match | Feuille de match | Feuille de match                | Feuille de match                                                             | Feuille de match                                                       |
| ---------------- | --- | ------------------------------- | ---------------------------------------------------------------------------- | ---------------------------------------------------------------------- |
|                  | Oshie (Kouznetsov, Backstrom) — 9 min 54 s (SN) Wilson (Kouznetsov) — 16 min 26 s Smith-Pelly (Niskanen, Ovetchkine) — 19 min 39 s Carlson (Kouznetsov, Oshie) — 35 min 23 s (SN) Kempný (Backstrom, Oshie) — 53 min 39 s Connolly (Backstrom, Kouznetsov) — 58 min 51 s (SN) | 1-0 2-0 3-0 4-0 4-1 4-2 5-2 6-2 | Nael (Haula, Miller) — 45 min 43 s Smith (Marchessault, Sbisa) — 52 min 26 s | Arbitrage : Kelly Sutherland, Chris Rooney Greg Devorski, Derek Arnell |
| Holtby           | Gardiens | Fleury                          |                                                                              | Arbitrage : Kelly Sutherland, Chris Rooney Greg Devorski, Derek Arnell |
| 20 min           | Pénalités | 32 min                          |                                                                              | Arbitrage : Kelly Sutherland, Chris Rooney Greg Devorski, Derek Arnell |
| 30               | Tirs | 23                              |                                                                              | Arbitrage : Kelly Sutherland, Chris Rooney Greg Devorski, Derek Arnell |

| 7 juin | Las Vegas | 3-4 (0-0, 3-2, 0-2) | Washington | T-Mobile Arena 18 529 spectateurs |

| Feuille de match | Feuille de match | Feuille de match            | Feuille de match | Feuille de match                                                                                    |
| ---------------- | --- | --------------------------- | --- | --------------------------------------------------------------------------------------------------- |
|                  | Schmidt (Smith, Marchessault) — 29 min 40 s Perron (Tatar, Miller) — 32 min 56 s Smith (Tuch, Theodore) — 39 min 31 s (SN) | 0-1 1-1 1-2 2-2 3-2 3-3 3-4 | Vrána (Wilson, Kouznetsov) — 26 min 24 s Ovetchkine (Bäckström, Carlson) — 30 min 14 s (SN) Smith-Pelly (Orpik) — 49 min 52 s Eller (Connolly, Burakovsky) — 52 min 23 s | Arbitrage : Marc Joannette, Wes McCauley, Chris Rooney Jonny Murray, Matt MacPherson, Greg Devorski |
| Fleury           | Gardiens | Holtby                      | | Arbitrage : Marc Joannette, Wes McCauley, Chris Rooney Jonny Murray, Matt MacPherson, Greg Devorski |
| 12 min           | Pénalités | 8 min                       | | Arbitrage : Marc Joannette, Wes McCauley, Chris Rooney Jonny Murray, Matt MacPherson, Greg Devorski |
| 31               | Tirs | 33                          | | Arbitrage : Marc Joannette, Wes McCauley, Chris Rooney Jonny Murray, Matt MacPherson, Greg Devorski |

## Effectif champion
La liste ci-dessous présente l'ensemble des personnalités ayant le droit de faire partie de l'effectif officiel champion de la Coupe Stanley. Pour être listés parmi les vainqueurs de la coupe et avoir leur nom gravé sur celle-ci, les joueurs doivent avoir participé, avec l'équipe gagnante, au minimum à 41 des rencontres de la saison régulière ou une rencontre de la finale des séries éliminatoires. De plus, depuis 1994, des joueurs de la franchise n'ayant pas atteint ces critères peuvent également voir leur nom sur la Coupe sur demande spéciale de la franchise. Au total, 52 membres de l'équipe ont leur nom gravé sur la Coupe Stanley :
- Joueurs : Aleksandr Ovetchkine (capitaine), Nicklas Bäckström, Jay Beagle, Madison Bowey, André Burakovsky, John Carlson, Alex Chiasson, Brett Connolly, Christian Djoos, Lars Eller, Philipp Grubauer, Braden Holtby, Michal Kempný, Ievgueni Kouznetsov, Matt Niskanen, Dmitri Orlov, Brooks Orpik, Timothy Oshie, Devante Smith-Pelly, Chandler Stephenson, Jakub Vrána, Tom Wilson.

- Membres de l'organisation : Ted Leonsis, Dick Patrick, Brian MacLellan, Donald Fishman, J. Ross Mahoney, Kristian Wagner, Christopher Patrick, Steve Richmond, Rob Tillotson, Barry Trotz, Todd Reirden, Blaine Forsythe, Lane Lambert, Brett Leonhardt, Timothy Owashi, Scott Murray, Mitch Korn, Mark Nemish, Jason Serbus, Michael Booi, Brock Miles, Craig Leydig, David Marin, Steve Bowman, Jason Fitzsimmons, Ed McColgan, Martin Pouliot, Brian Sutherby, Olaf Kolzig, Sergueï Kocharov.

## Statistiques

### Meilleurs pointeurs
| Joueur                | Équipe     | PJ | B  | A  | Pts | +/- | Pun |
| --------------------- | ---------- | -- | -- | -- | --- | --- | --- |
| Ievgueni Kouznetsov   | Washington | 24 | 12 | 20 | 32  | +12 | 16  |
| Aleksandr Ovetchkine  | Washington | 24 | 15 | 12 | 27  | +8  | 8   |
| Nicklas Bäckström     | Washington | 20 | 5  | 18 | 23  | -1  | 6   |
| Reilly Smith          | Las Vegas  | 20 | 5  | 17 | 22  | +5  | 10  |
| Jake Guentzel         | Pittsburgh | 12 | 10 | 11 | 21  | +10 | 8   |
| Sidney Crosby         | Pittsburgh | 12 | 9  | 12 | 21  | +7  | 6   |
| Jonathan Marchessault | Las Vegas  | 20 | 8  | 13 | 21  | +8  | 10  |
| Timothy Oshie         | Washington | 24 | 8  | 13 | 21  | +5  | 31  |
| Blake Wheeler         | Winnipeg   | 17 | 3  | 18 | 21  | +2  | 10  |
| Mark Scheifele        | Winnipeg   | 17 | 14 | 6  | 20  | +6  | 10  |

### Meilleurs gardiens
| Joueur            | Équipe     | PJ | V  | D | BC | %Arr | Moy  | BL | Min      |
| ----------------- | ---------- | -- | -- | - | -- | ---- | ---- | -- | -------- |
| Braden Holtby     | Washington | 23 | 16 | 7 | 50 | 92,2 | 2,16 | 2  | 1385 min |
| Marc-André Fleury | Las Vegas  | 20 | 13 | 7 | 47 | 92,7 | 2,24 | 4  | 1258 min |
| Martin Jones      | San José   | 10 | 6  | 4 | 22 | 92,8 | 2,26 | 2  | 584 min  |
| Connor Hellebuyck | Winnipeg   | 17 | 9  | 8 | 40 | 92,2 | 2,36 | 2  | 1015 min |
| Matthew Murray    | Pittsburgh | 12 | 6  | 6 | 29 | 90,8 | 2,43 | 2  | 715 min  |

### Feuilles de match
Les feuilles de match sont issues du site officiel en français de la Ligue nationale de hockey : http://www.nhl.com

#### Quarts de finale d'association
1. ↑  Tampa Bay-New Jersey - 12/04/2018
2. ↑  Tampa Bay-New Jersey - 14/04/2018
3. ↑  New Jersey-Tampa Bay - 16/04/2018
4. ↑  New Jersey-Tampa Bay - 18/04/2018
5. ↑  Tampa Bay-New Jersey - 21/04/2018
6. ↑  Boston-Toronto - 12/04/2018
7. ↑  Boston-Toronto - 14/04/2018
8. ↑  Toronto-Boston - 16/04/2018
9. ↑  Toronto-Boston - 19/04/2018
10. ↑  Boston-Toronto - 21/04/2018
11. ↑  Toronto-Boston - 23/04/2018
12. ↑  Boston-Toronto - 25/04/2018
13. ↑  Washington-Columbus - 12/04/2018
14. ↑  Washington-Columbus - 15/04/2018
15. ↑  Columbus-Washington - 17/04/2018
16. ↑  Columbus-Washington - 19/04/2018
17. ↑  Washington-Columbus - 21/04/2018
18. ↑  Columbus-Washington - 23/04/2018
19. ↑  Pittsburgh-Philadelphie - 11/04/2018
20. ↑  Pittsburgh-Philadelphie - 13/04/2018
21. ↑  Philadelphie-Pittsburgh - 15/04/2018
22. ↑  Philadelphie-Pittsburgh - 18/04/2018
23. ↑  Pittsburgh-Philadelphie- 20/04/2018
24. ↑  Philadelphie-Pittsburgh - 22/04/2018
25. ↑  Nashville-Colorado - 12/04/2018
26. ↑  Nashville-Colorado - 14/04/2018
27. ↑  Colorado-Nashville - 16/04/2018
28. ↑  Colorado-Nashville - 18/04/2018
29. ↑  Nashville-Colorado 20/04/2018
30. ↑  Colorado-Nashville - 22/04/2018
31. ↑  Winnipeg-Minnesota - 11/04/2018
32. ↑  Winnipeg-Minnesota - 13/04/2018
33. ↑  Minnesota-Winnipeg - 15/04/2018
34. ↑  Minnesota-Winnipeg - 17/04/2018
35. ↑  Winnipeg-Minnesota - 20/04/2018
36. ↑  Vegas-Los Angeles - 11/04/2018
37. ↑  Vegas-Los Angeles - 13/04/2018
38. ↑  Los Angeles-Vegas - 15/04/2018
39. ↑  Los Angeles-Vegas - 17/04/2018
40. ↑  Anaheim-San José - 12/04/2018
41. ↑  Anaheim-San José - 14/04/2018
42. ↑  San José-Anaheim - 16/04/2018
43. ↑  San José-Anaheim - 18/04/2018

#### Demi-finales d'association
1. ↑  Tampa Bay-Boston - 28/04/2018
2. ↑  Tampa Bay-Boston - 30/04/2018
3. ↑  Boston-Tampa Bay - 02/05/2018
4. ↑  Boston-Tampa Bay - 04/05/2018
5. ↑  Tampa Bay-Boston - 06/05/2018
6. ↑  Washington-Pittsburgh - 26/04/2018
7. ↑  Washington-Pittsburgh - 29/04/2018
8. ↑  Pittsburgh-Washington - 01/05/2018
9. ↑  Pittsburgh-Washington - 03/05/2018
10. ↑  Washington-Pittsburgh - 05/05/2018
11. ↑  Pittsburgh-Washington - 07/05/2018
12. ↑  Nashville-Winnipeg - 27/04/2018
13. ↑  Nashville-Winnipeg - 29/04/2018
14. ↑  Winnipeg-Nashville - 01/05/2018
15. ↑  Winnipeg-Nashville - 03/05/2018
16. ↑  Nashville-Winnipeg - 05/05/2018
17. ↑  Winnipeg-Nashville - 07/05/2018
18. ↑  Nashville-Winnipeg - 10/05/2018
19. ↑  Las Vegas-San José - 26/04/2018
20. ↑  Las Vegas-San José - 28/04/2018
21. ↑  San José-Las Vegas - 30/04/2018
22. ↑  San José-Las Vegas - 02/05/2018
23. ↑  Las Vegas-San José - 04/05/2018
24. ↑  San José-Las Vegas - 06/05/2018

#### Finales d'association
1. ↑  Tampa Bay-Washington - 11/05/18
2. ↑  Tampa Bay-Washington - 13/05/18
3. ↑  Washington-Tampa Bay - 15/05/18
4. ↑  Washington-Tampa Bay - 17/05/18
5. ↑  Tampa Bay-Washington - 19/05/18
6. ↑  Washington-Tampa Bay - 21/05/18
7. ↑  Tampa Bay-Washington - 23/05/18
8. ↑  Winnipeg-Las Vegas - 12/05/2018
9. ↑  Winnipeg-Las Vegas - 14/05/2018
10. ↑  Las Vegas-Winnipeg - 16/05/2018
11. ↑  Las Vegas-Winnipeg - 18/05/2018
12. ↑  Winnipeg-Las Vegas - 20/05/2018

#### Finale
1. ↑  Las Vegas-Washington - 28/05/2018
2. ↑  Las Vegas-Washington - 30/05/2018
3. ↑  Washington-Las Vegas - 02/06/2018
4. ↑  Washington-Las Vegas - 04/06/2018
5. ↑  Las Vegas-Washington - 07/06/2018